# Margit híd
A budapesti Margit híd a Szent István körutat és a Margit körutat köti össze a Margit-sziget érintésével. A főváros második állandó hídjaként 1872 és 1876 között épült, 1876. április 30-án avatták fel. Tervpályázatát 1871-ben írták ki, melyen az első díjat Ernest Goüin francia mérnöknek ítélték, és a Societé de Construction de Batignoles nyerte el a szerződést a híd megépítésére.
A híd a sziget melletti két Duna-ágat 3-3, a hídközép felé haladva egyre növekvő támaszközű nyílással hidalja át. A nyílások méretkiosztása 73,5 + 82,67 + 87,88 + 87,88 + 82,67 + 73,5 m. A híd teljes hossza 607,6 méter. A szigetnél a hídtengely megtörik, így a pillérek mindkét Duna-ágban párhuzamosak a sodorvonallal. A középső pillérnél csatlakozik a hídhoz az 1900. augusztus 19-én megnyitott, Margit-szigetre vezető szárnyhíd, amelynek megépítéséig a sziget csak vízi úton volt megközelíthető.
A híd eredeti kiépítésben 11,06 méter széles útpályával rendelkezett, és mindkét oldalon 2,89 méter széles járdával. Három évvel átadása után, 1879-ben megindult a lóvasúti, majd 1894-ben a villamosforgalom. A hidat Mihailich Győző tervei alapján 1935–1937 között déli irányban kiszélesítették, s így további két közúti sávot lehetett elhelyezni rajta. Az útpálya szélessége 16,60 méterre, a járdáé 2,90 méterre nőtt, és ekkor helyezték középre a villamos pályáját is.
1944. november 4-én déli 12 órakor a Pest felőli három nyílás tartószerkezete felrobbant a délutáni csúcsforgalom idején, sok áldozatot követelve. Később a híd valamennyi nyílását felrobbantották, a budai szárny nyílásait 1945. január 18-án.
A háború utáni újjáépítés előkészítésekor felmerült a merev vasbetétes vasbeton ívek építése, de a pillérek sérülékenysége miatt végül az acél ívszerkezetek mellett döntöttek. Az eredetihez képest a szerkezet három fő eltéréssel rendelkezett: az ívek és a pálya között elmaradt a rácsozat, az ívek nyílmagassága megnőtt, valamint a régi 8 főtartó helyett 6 ívet építettek be. Fontos változás volt ezeken felül, hogy mind az útpálya, mind a gyalogosfelületek szélessége tovább nőtt, 18,00, illetve 3,50 méterre. Az újjáépített, félszélességű hidat 1947 őszén, a teljes hidat pedig 1948 nyarán adták át.
Az újjáépítés után 1978-ban végeztek rajta először rekonstrukciót. Leromlott állapota indokolttá tette egy nagyobb lélegzetű felújítás megkezdését 2009 augusztusában. A részben felújított hidat 2010. november 15-én, este 10 órakor adták át a forgalomnak; A teljes útpálya átadása pedig 2011. december 20-án történt meg.

## Története

### Előzmények
Az 1870. évi X. törvénycikk rendelte el a Margit híd megépítését, melynek alapján nemzetközi tervpályázatot hirdettek meg a híd megtervezésére és kivitelezésére. Ezt megelőzően azonban szükség volt a megfelelő jogi, műszaki és pénzügyi feltételek előteremtéséhez. A beruházás műszaki és pénzügyi oldalával kapcsolatban nem merültek fel problémák, mivel a két évtizeddel korábban átadott Lánchíd példaként szolgált arra, hogy hidat építeni gazdaságpolitikailag is indokolt, valamint hasznos és egyben kifizetődő munka.

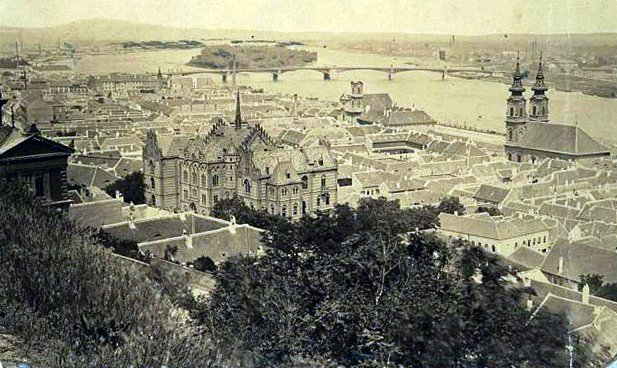
A Margit híd a Várból 1876 körül

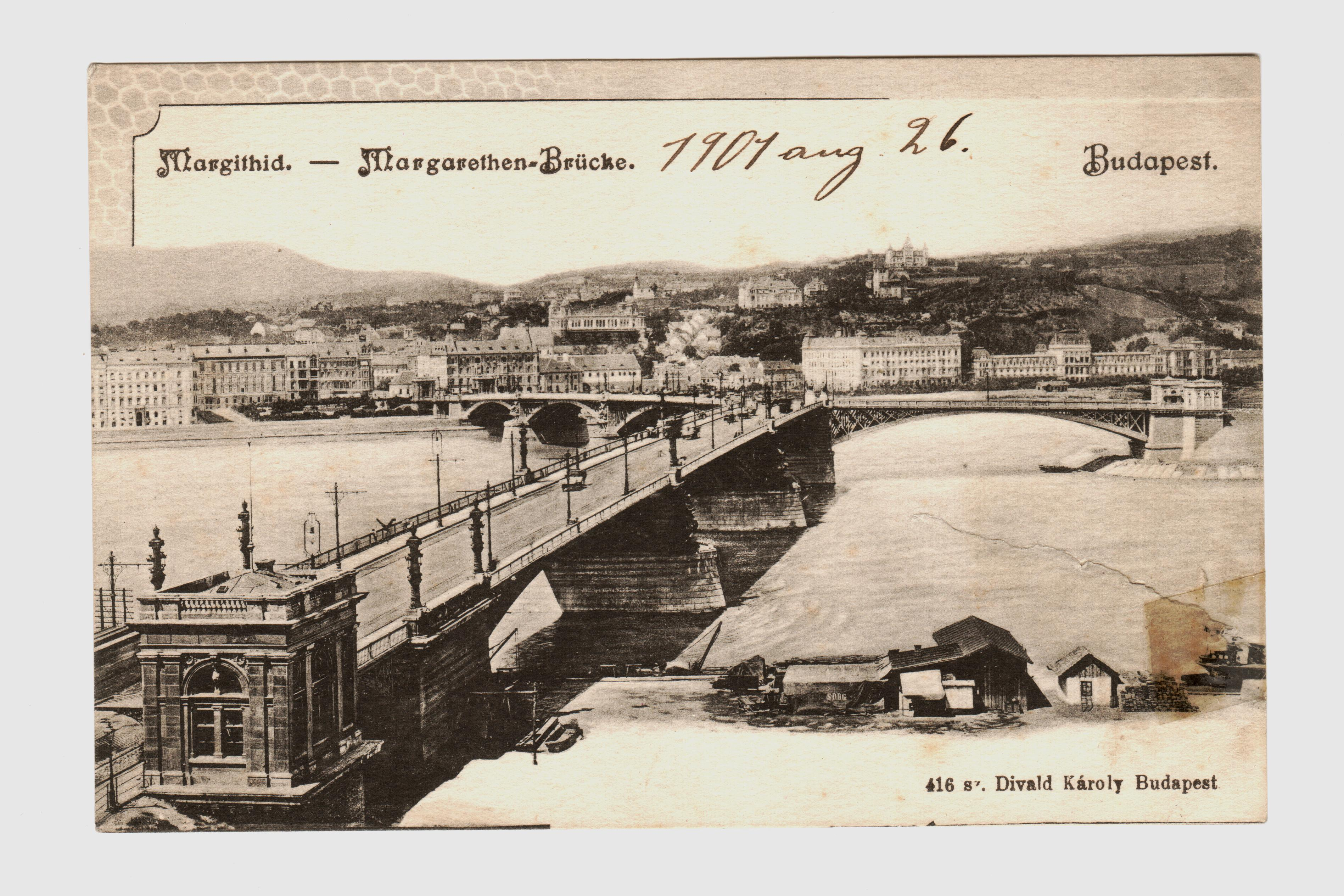
Képeslap 1901-ből

Nehézségek merültek fel azonban jogi területen, mégpedig a következő okok miatt: a Lánchíd magánvállalkozás részeként készült el, mely Sina György bankár részvénytársaságának tulajdonát képezte, és koncessziós alapon épült fel. Költségeit a vámfizetési kötelezettség fedezte, mely az összes, hídon áthaladó gyalogosra és járműre kiterjedt, a vámszedésből befolyó jövedelem pedig a részvénytársaságot illette.
Széles körben elterjedt legenda, hogy a Lánchídtól 1-1 magyar mérföldre nem lehetett hidat építeni, ez azonban nem szerepelt az eredeti szerződésben.

### Az építkezés

Ernest Goüin francia mérnök

43 pályamunka érkezett be a tervpályázatra, ezek közül 23-at minősítettek elfogadhatónak és hatot bíráltak el részletesen. Két jutalomdíjat írtak ki, ebből az elsőt, 1000 tízfrankos aranyat, a francia Ernest Goüin vállalkozó mérnök terve nyerte el, míg a másodikat, 500 tízfrankos aranyat, a Société Coquenillel társult bécsi általános építészeti társulat által benyújtott terv kapta meg. (Utóbbit két bécsi építész, Kraft és Förster készítette.) A díjnyertes előjoggal rendelkezett a kiviteli megbízásra, így az építtető és a tervező tárgyalni kezdett a tervmódosításokról, valamint azoknak anyagi vonzatairól. A pályázat kihirdetéskor a Margit híd még a Duna-szabályozás azon korábbi tervén alapult, mely szerint a szigetet kétoldalt határoló Duna-ágak nem egyforma szélességűek: a pesti 100, a budai 150 öl. Műszaki tanulmányok azonban megállapították hogy a két Duna-ág szélessége egyforma, azaz 125-125 öl. Ebből következően változtatni kellett a terveken a nyílások elrendezésének (öt helyett hat nyílás) és a költségek tekintetében.
Külön szerződés alapján kezdetét vette a pesti hídfő alapozásához szükséges süllyesztőszekrények gyártása és szállítása. A pillérek és hídfők alapozását Ernest Goüin vállalata, a francia Société de Construction de Batignolles cég emberei végezték vasszekrények süllyesztésével. Két-két alaptest készült a hídfőknél és a középpillérnél, illetve egy-egy a négy mederpillérnél. Ezek mindegyike 7 mm vastagságú, 1,0 m magas vaslemezből szegecselt gyűrűkből épült fel, a következő gyűrűt minden méterrendű süllyesztés után szegecselték. A hídfőket, melyeket két szekrénnyel alapoztak, és a középső pillért a nulla vízszint fölött hat láb magasságban, boltozattal kötötték egybe. Ezen átboltozást az alsó rakpart partfalai a hídfőknél eltakarják, a középpilléré alacsony vízállás esetén ugyanakkor átjárható a mederbe nyúló zátonyról. A pilléralapok a hídfőkön 7,0 m, a mederpilléreken 8,0 m hosszúak. A francia vállalat 1873 októberére készült el az alapozási munkálatokkal.

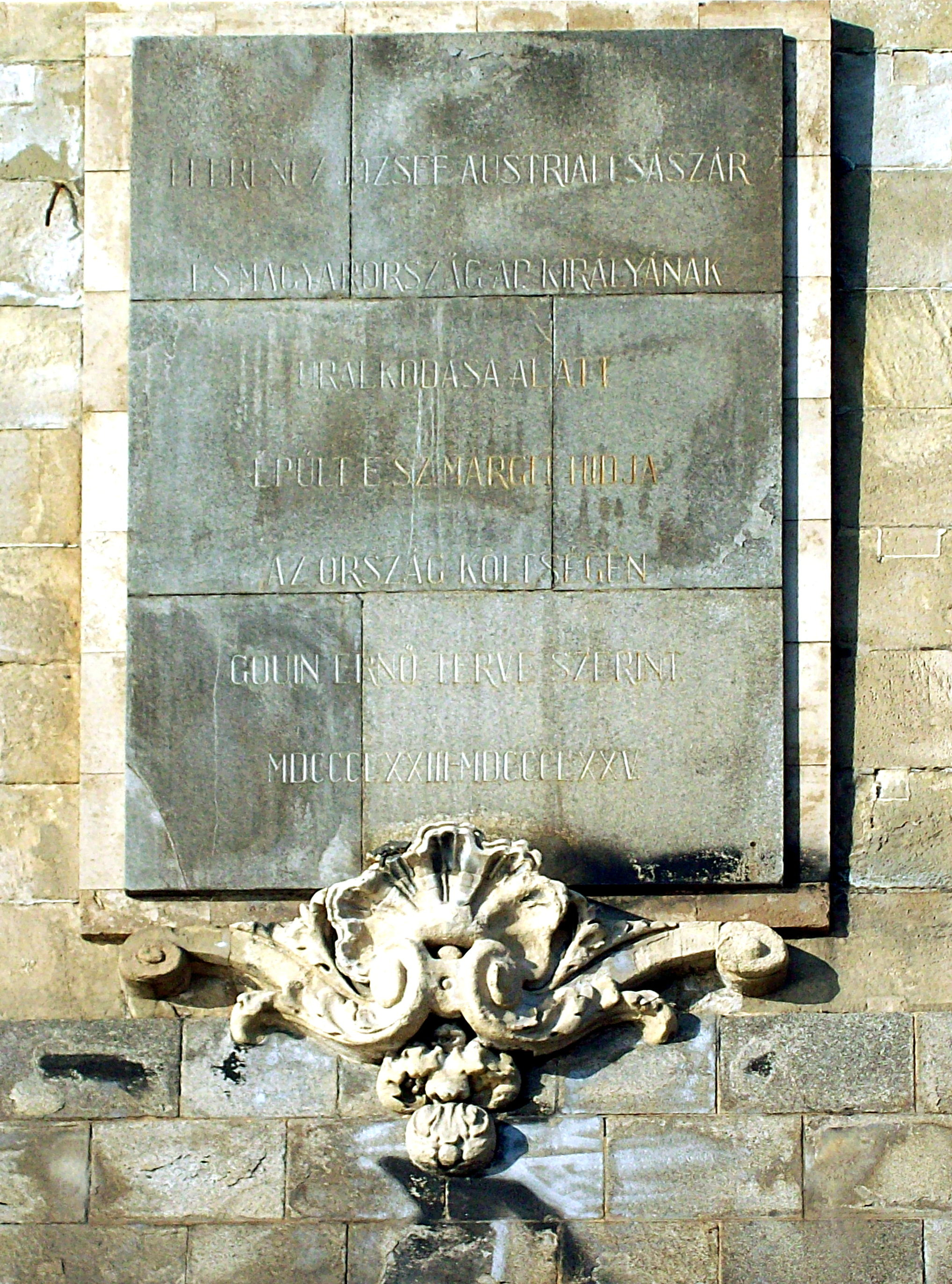
A középpillér déli oldalán álló – mára már megkopott – építési emléktábla, amit 2010-2011 között elvégzett felújítás során újabbra cseréltek.

A felmenő falak minden pilléren és hídfőn gránitburkolatot kaptak, melyhez a kőanyagot a neuhauseni, a hefermarkti és a pernaui bányákból hozták. A felmenő falak építésével párhuzamosan megkezdődött a vasszerkezet hengerlése is. A híd vasszerkezetét Franciaországból importálta a kivitelező cég. Ez a szerkezet egy ív volt, mely lapokra támaszkodott, azaz hat darab egymás mellé helyezett ívtartó, melyeket sűrű rácsozással kötöttek egymáshoz. Ugyancsak sűrű, andráskeresztes rácsozás készült az egyes tartók síkjában, ezt a hídpályát alátámasztó hossz- és kereszttartók fogták össze. Ezáltal minden egyes ív egy ívtartóból, egy hossztartóból és két, rácsozattal osztott mezőből állt össze. A hossz- és kereszttartókkal egy síkban a szerkezetet dongalemezek képezték, majd erre került rá a kiegyenlítő aszfaltbeton réteg, ez utóbbira pedig a homokba rakott fakocka burkolat. A kereszttartók konzoljai tartották a járdákat, s ezeknek a végére szerelték fel a hídkorlátot, valamint a hossztartót, melyre a járdát képző tölgyfapallókat helyezték.
A hatnyílású mederhídhoz két parti hídnyílás csatlakozik, melynek 20,0-20,0 m hosszú vasszerkezetét a Magyar Királyi Államvasutak Gépgyára szerelte fel hazai anyagból a MÁV Építési osztályának terveinek megfelelően. Kéler Napóleon és Kutlánya János vállalkozók készítették az alépítményüket. A hídfőknél ideiglenes vámszedő bódékat létesítettek, ezeket 1886-ban téglaépületekre cserélték le.
A híd teljes hossza, a két parti nyílást is beleszámítva 607,6 m, a szélessége pedig 16,9 m volt. Utóbbiból a kocsipálya 11,1 métert, a fapallós járdák 2,9-2,9 métert tettek ki. A híd szerkezetét úgy tervezték, hogy 400 kg/m2 egyenletesen megoszló terhelést, valamint egy 24 tonnás teherkocsit elbírjon. A vasszerkezet tömege 5012 tonna volt, az építkezés összesen 5 051 000 forintba került.
A híd megvilágítását a pilléreken és a hídfőkön elhelyezett négy-négy díszes kandeláber biztosította. A lámpakereteket szárnyas griffmadarak tartották a kovácsoltvas foglalatú oszlopok derekán. Az oszlopfők mindegyikét a magyar korona díszítette. Négy-négy kisebb, egyágú lámpát szereltek fel az egyes hídnyílásokban. A híd építészeti díszítményeit a Palais Royal építésze, Wilbrod Chabrol készítette.
Előzetesen megtartott zártkörű tervpályázat után a hídépítési kivitelező vállalat 1874-ben kapott megbízást a pillérek homlokzatait díszítő szobrok elkészítésére és elhelyezésére. A szobrok – Chabrol rajzai alapján – Adolphe Thabard párizsi szobrászművész munkái. Niké és Héraklész mészkőszobrai a mederpillérek mindkét oldalán sorakoznak. (A északi oldalon a bővítések következtében a pályalemez alá kerültek.) Az négy–négy, egyenként mintegy 6 méter magas és 4 méter széles, hajóorron álló szimbolikus szárnyas női és férfi isten alakok az erő allegóriái. A faragott mészkőből készült kompozíciók a kváderköveknek megfelelően rétegekből épültek fel, így képezve egységet a tartófalakkal. (A forrásmunkák többsége alapján feltételezhető, hogy a partok felé eső szélső pilléreken Niké jelenik meg, a magasabb belső mederpilléreken pedig – Wild László alapján az oroszlán-maszk miatt – Héraklész. De például Csordás Lajos szerint a női alakokban maga a Duna testesül istennővé.) A Budapesti Városvédő Egyesület szakértője Szöllősi Ferenc az egyik írásában azonban azt közölte, hogy az alacsonyabb pillérek két oldalára négy Niké szobor került. A középpillér déli mellvédjét díszítette az ország címere a koronával, sarkain obeliszkek voltak.
A kivitelezés a MÁV XXVI. Építési Felügyelőségének irányítása alatt történt. Vezetője Deák Mihály MÁV főmérnök, kinek munkatársai előbb Bachl József, majd pedig Czekelius Aurél MÁV segédmérnökök voltak.
A szerződésben foglalt határidővel szemben a hídépítés összes kivitelezési munkáit az árvíz miatt csupán 1876. április 30-ára tudta befejezni a Batignolles vállalat. E napon, déli 12 órakor hivatalosan átadták a hidat a forgalomnak. A budapesti lakosság azonban nem várta meg a megnyitás időpontját, már hetekkel április vége előtt átjártak a hídon az építővállalat és a felügyelőség tudtával. Gyulai Pál író javaslatára a híd a Margit híd nevet kapta.
A megnyitóról ekképpen írt a Vasárnapi Ujság 1876. május 7-ei száma: „Mult vasárnap nyitották meg ünnepélyeséggel a közhasználatnak már február végén átadott Margithidat, mely hatalmas s egyuttal ékes kapocs gyanánt fűzi egymáshoz hosszu évszázadok tartamára a főváros két partját.”
A historizáló francia ízlés és könnyedség stílusáról árulkodnak a finom vonalazású ívek és a szerencsés tömegeloszlású falazatok, pillérek, szobrok, valamint a párkányok faragványainak, díszes kandelábereinek és obeliszkjeinek kialakítása.
1879-ben lóvasutat alakítottak ki a hídon, sínjeit közvetlenül a járdaszegélyek mellett vezették el. A híd emelkedőire való tekintettel a hídfőben egy harmadik lovat fogtak az eredetileg két ló által vontatott kocsi elé. Ezen lovászgyerek ült, aki esténként lámpával ügetett a lóvasút előtt a híd közepéig, majd onnan visszafordult a hídfőhöz, hogy a következő lóvonatot segítse. 1894-ben a lóvasutat villamos váltotta fel.
A híd építésével közel azonos időben, 1871-1879 között a Duna belvárosi szakaszán mindkét oldalon kiépültek a rakpartok.

### A szárnyhíd megépítése
Az 1899. évi VII. törvénycikk rendelte el a margitszigeti szárnyhíd építését, miután a Margitszigetet egyesítették a Festő-szigettel (Budai kis szigettel). A Margit híd középső pilléréből ágazik ki a szárnyhíd, tengelyvonala felezi a Margit híd megtört tengelyvonalának törési szögét. A hídnak csupán egy, 70 m-es nyílása van, ezt a főhíd eredeti tartóihoz hasonló alakú, négy ívtartó hidalja át. Az alapzat fölötti párkányfal látható felületeit gránittal burkolták, s úgyszintén gránitból készültek a szerkezeti talpkövek és a hídpályát a feljárótól elválasztó szegélykövek. A vasszerkezet korlátjai, a párkányok és a vámszedőházak az eredeti Margit híd hasonló célt szolgáló szerkezeteivel egyeznek meg.

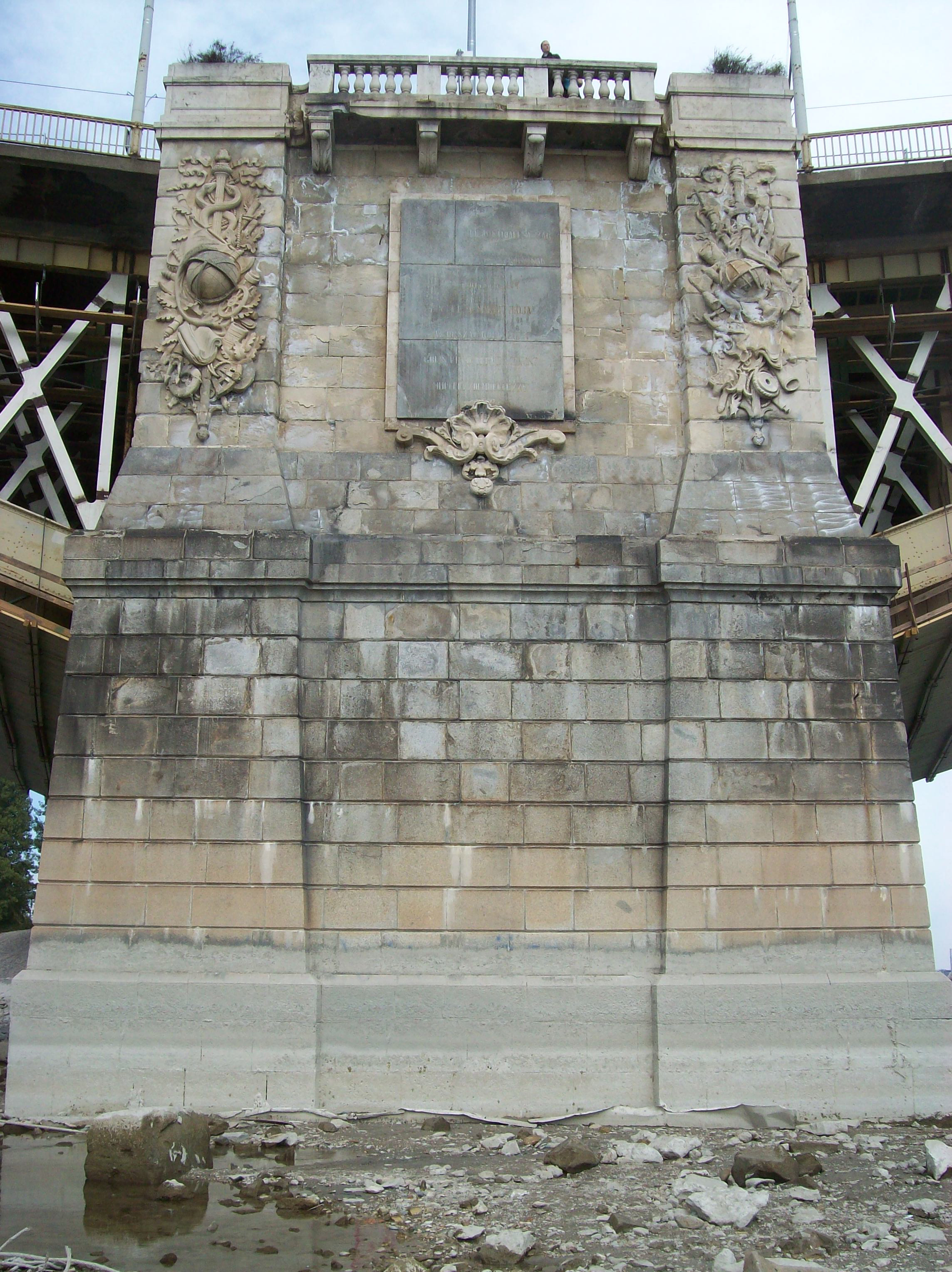
A középpillér a homlokfaldíszekkel és az építés emléktáblájával a felújítás előtt 2009-ben

A szárnyhíd építési költségei 670 000 koronát tettek ki. Alépítményének kivitelezője Zsigmondy Béla volt, a vasszerkezetét a Magyar Királyi Államvasutak Gépgyára készítette. 1900. augusztus 19-én adták át a forgalom számára. Ez az egyetlen hídnyílás, amely lényegében sértetlenül átvészelte a második világháború pusztításait. 6 tonnás súlykorlátozással tavasztól őszig számottevő autóbusz, gyalogos és kerékpáros forgalmat bonyolít.

### Az első javítások
Az évek múltával, mint sok más hídon, úgy a Margit hídon is egyre gyakrabban jelentkeztek problémák a hídpályán. A fakocka burkolatát idővel kikezdték a társzekerek vasabroncsos kerekei. A fakocka burkolat olyan mértékben elhasználódott az egyre növekvő teherkocsi forgalom következtében, hogy nem lehetett tovább halasztani annak kijavítását. Az első világháború idején fakocka anyagot nem lehetett beszerezni, így a burkolatot ideiglenesen a Lánchíd fakocka burkolatának felbontásából származó anyaggal javították ki, ám 1920-ra a burkolat így is járhatatlanná vált. Mivel továbbra sem adódott lehetőség fakocka beszerzésére, ezért felbontották a burkolatot, és helyébe 14 cm vastagságú trachit kőkocka burkolatot helyeztek. Egyidejűleg a villamosvasúti sínek cseréjét is megejtették. A forgalom áthaladása végig biztosítva volt, az új kocsipálya először 1920-1921 telén az északi, majd 1921 tavaszán a déli oldalon készült el.
Mivel a pályaburkolat anyaga megváltozott, ez egyben az állandó terhelés növekedését vonta maga után, ehhez járult a dinamikus hatások fokozódása is. Hogy a hídra összpontosuló erőhatásokat csökkentsék, 1921. július 1-jétől súlykorlátozást rendeltek el: csak a 16 tonnánál könnyebb járművek áthaladását engedélyezték. Ez csak kismértékű javulást hozott, a kőburkolat viszont tovább romlott, rendszeresen javítani kellett. A helyzeten az autóbusz forgalom 1929-es megindítása tovább rontott.

### Átépítés, kiszélesítés
A híd már egyre nehezebben bírta a rajta áthaladó forgalmat. Ezen próbált segíteni a főváros a minisztérium Dunahídépítési szakosztályával karöltve, melynek eredménye egy nagyszabású terv kidolgozása lett. Mérlegelték a főváros két felének összekötése szempontjából a Duna-hidak fontosságát, majd megalkották a Duna-híd építési programot. Két újabb Duna-híd építése és a Margit híd kiszélesítése került számításba. A legsürgetőbbnek ezek közül a Margit híd kiszélesítését minősítették, így a program véghezvitele ezzel kezdődött. Egyidejűleg elkezdték a Boráros téri híd építését is. A harmadik építkezést, az óbudai hidat azonban a pillérsor elkészülte után, 1944-ben, a háború miatt félbe kellett hagyni.
Mihailich Győző műegyetemi tanár készítette a Margit híd átépítésének és kiszélesítésének terveit 1935 tavaszán. Ezeknek megfelelően a híd hat-hat ívből álló főtartóit kétcsuklós ívekké alakították a kedvezőbb erőjáték érdekében. Csuklókat iktattak a lapvégződések helyébe. Szükség is volt erre az átalakításra, mely a szerkezet lényegét érintette, ugyanis a lapokon támaszkodó ívek berágódásokat okoztak a talpköveken. A meglévő főtartó mellé két újabb főtartót helyeztek el a déli oldalon. Déli irányban megtoldották a hídfőket és a pilléreket is, a pilléreken álló szobrokat áthelyezték. A szélesítés után a hídpálya az eddigi 11,1 m-ről 16,8 m szélességűre bővült.

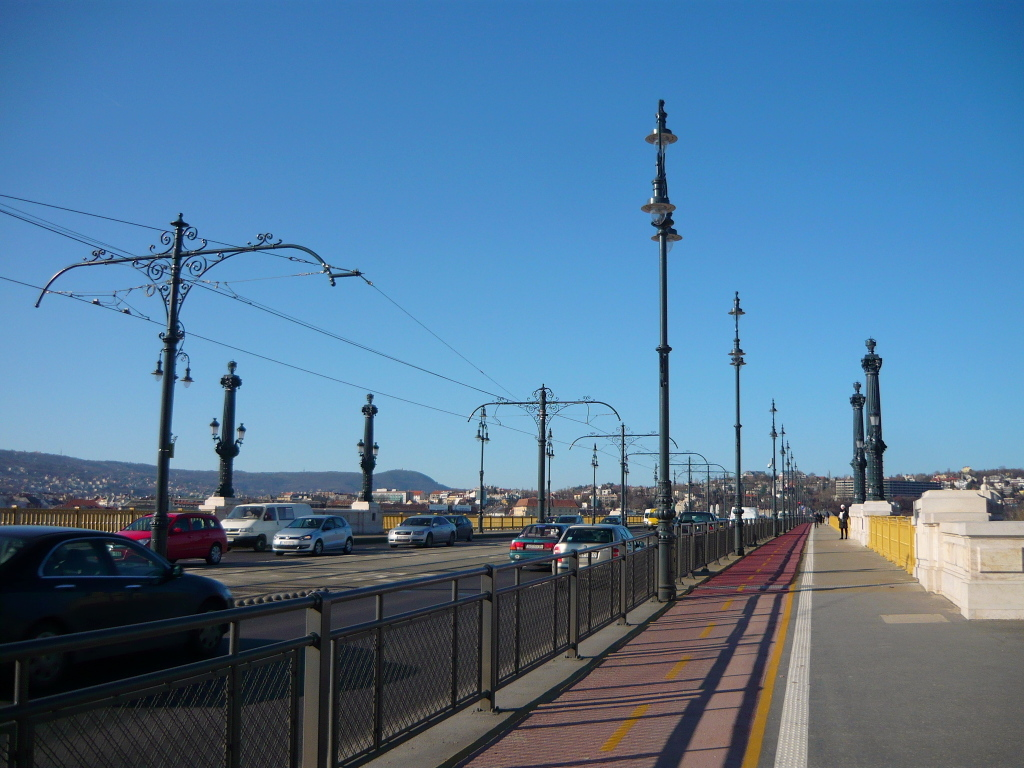
A 2011-ben átadott felújított hídpálya gyalogos-, bicikli- és közúttal, középen villamospályával

1935 májusában vették kezdetüket a munkálatok. Új keszont süllyesztettek a meglévő pillérek mellé és a két alaptest közötti hézagot nyílt munkagödörben hidalták át a nulla vízszint alatt. A vasszerelést a Magyar Királyi Vas-, Acél- és Gépgyárak végezte, mederbe cölöpözött állványról. Külön állványozták be a Duna egyik, később a másik mederágát. A régi főtartók saruit hidraulikus emelők segítségével cserélték ki úgy, hogy a forgalom mindezek alatt zavartalanul fennállt. Először 300 tonna emelőerővel 5–7 mm-re megemelték az ívtartót – ennyi ugyanis elég volt arra, hogy az ékeket kiszedjék és az alátámasztó lemezre kitolják. Ezt követően a régi gránittömböt kifaragták az új csukló szerkezeti vastagságának megfelelően, majd elhelyezték az új csuklót, ezután pedig leeresztették az ívtartót az új támaszra. A segédtartót a leeresztett ívtartóról leszerelték, és áthelyezték a soron következő ívtartóra. 6-7 napot vett igénybe egy emeléses sarucsere. A helyszíni építés vezetői Újvári Pál és Zimányi István voltak.
A Margit híd kiszélesítése egyben a hídpálya burkolatának felújítására is alkalmat nyújtott. A villamosvasúti vágányokat áthelyezték az útpálya közepére, a hídfőkben és a középső pillérnél található megállók peronjait áthelyezték a vágányok közé, majd a járdákat aluljárókkal kötötték össze, ez egyben biztosította a szárnyhídra való feljutást is. Ily módon a gyors járművek a híd teljes hosszán használhatták előzésre a vágánysávot. A kocsiutat ismét fakockákkal burkolták, hogy az ívtartók terhelését csökkentsék. Vasbeton lemezzel váltották fel a fapallós járdákat tartó vasszerkezeteket, majd öntött-aszfalt burkolat került rá. A híd elektromos világítását is átalakították.
Építési okokból kifolyólag a pillérek toldására lesüllyesztett keszonok méretei nagyobbak voltak, mint ami a hídpálya szélesítése céljából szükséges lett volna, emiatt a híd déli oldalán a korlát vonalán kívül estek a pillérfalazatok. Ezt kijavítandó, a mederpilléreken megszakították a vaskorlátot és helyette kis teraszt képeztek ki parapetfallal, a középső pilléren pedig a korláton kívüli részen helyezték el az aluljáró lépcsőjét, mely a villamosmegálló járdaszigetére és a Margitszigetre vezet.

### A híd felrobbantása

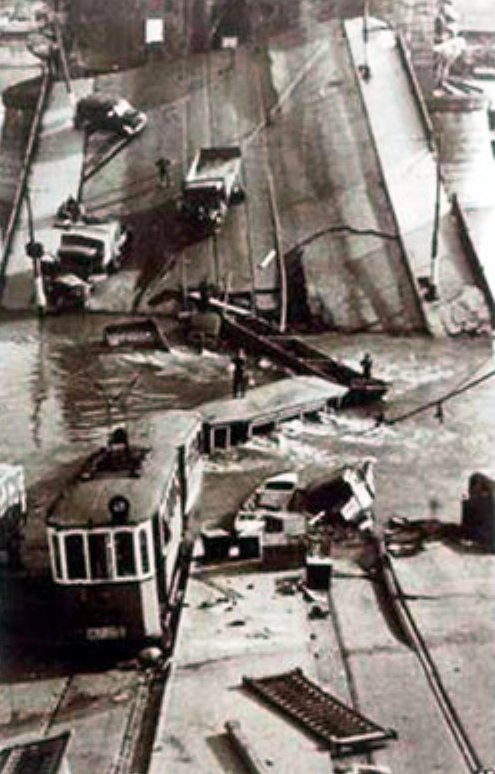
A felrobbantott híd

A második világháború során aláaknázták a hidat. A robbanótöltetek váratlanul felrobbantak a pesti mederágnak a parthoz csatlakozó nyílásában, az ívtartót középen kettétörve. A robbanás 1944. november 4-én déli 12 órakor következett be, a legnagyobb forgalom idején. A robbanás ereje és a vízbe zuhanó hídszerkezet olyan hatalmas erőt adott át a mederpillérre, hogy az elmozdult és mozgása a mederhíd következő ívére, valamint a másik mederpillérre és a középső pillérhez csatlakozó ívre is átadódott. Ezek az ívek is eltörtek és a vízbe estek. Csupán a középpillér nagyobb tömege akadályozta meg azt, hogy az erőhatás tovaterjedjen, és a híd mindegyik nyílása a vízbe zuhanjon. A szerencsétlenségben járművek zuhantak a Dunába, többen életüket vesztették, köztük Kabos Endre kardvívó olimpiai bajnok.
A Pesti Hírlap 1944. november 6-ai száma a következőket írta a tragédiáról: „A Margit-hidon munkálatok közben úgy látszik a gázvezeték hibája folytán szombaton robbanási szerencsétlenség történt, amelynek a folytán a forgalom a hídon megszakadt. Sajnálatosképpen a szerencsétlenségnek emberélet is esett áldozatul. A hivatalos vizsgálat folyamatban van.”
A váratlan hídrobbantás utáni vizsgálat során kiderült, hogy a robbantást előkészítő 6. sz. német hadsereg utászai az ívek záradékaiban már korábban elhelyezett robbantótöltetekbe a robbanófejek beszerelésén dolgoztak. A balesetnek negyven utász esett áldozatául, közel száz magyar állampolgár vízbe fulladt. A baleset közvetlen okául a hídon átmenő hibás gázvezetékből kiáramló gáz lángralobbanását jelölték meg, ami feltételezhetően egy égő cigaretta miatt gyulladhatott meg és robbantotta fel a gyújtófejet. A vizsgálat eredményétől függetlenül a balesetért a német hadsereg volt a felelős.

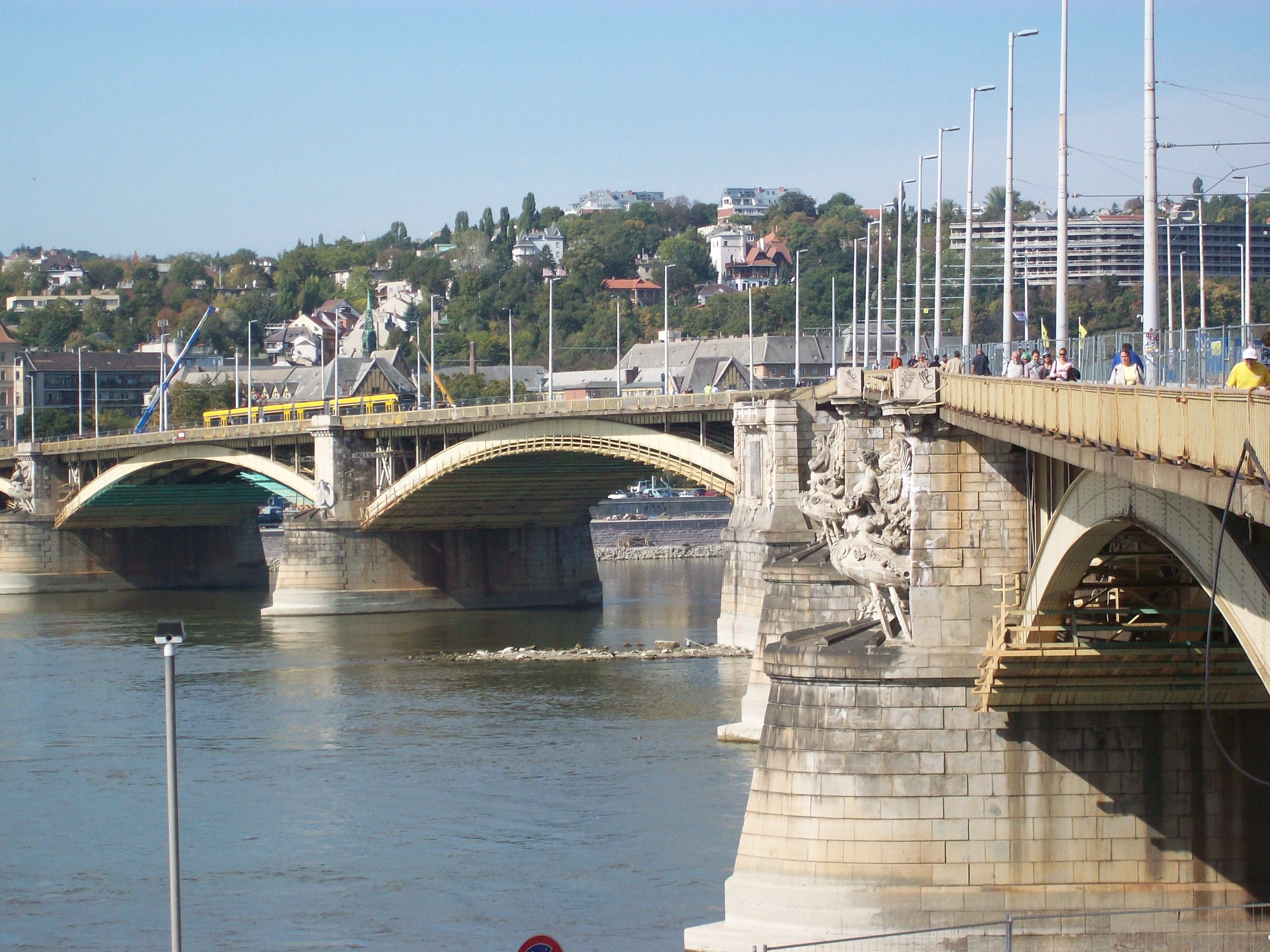
A híd a pesti hídfőről fotózva a felújítás elején (a budai oldalról hiányzó pillérszobor a második világháborúban semmisült meg)

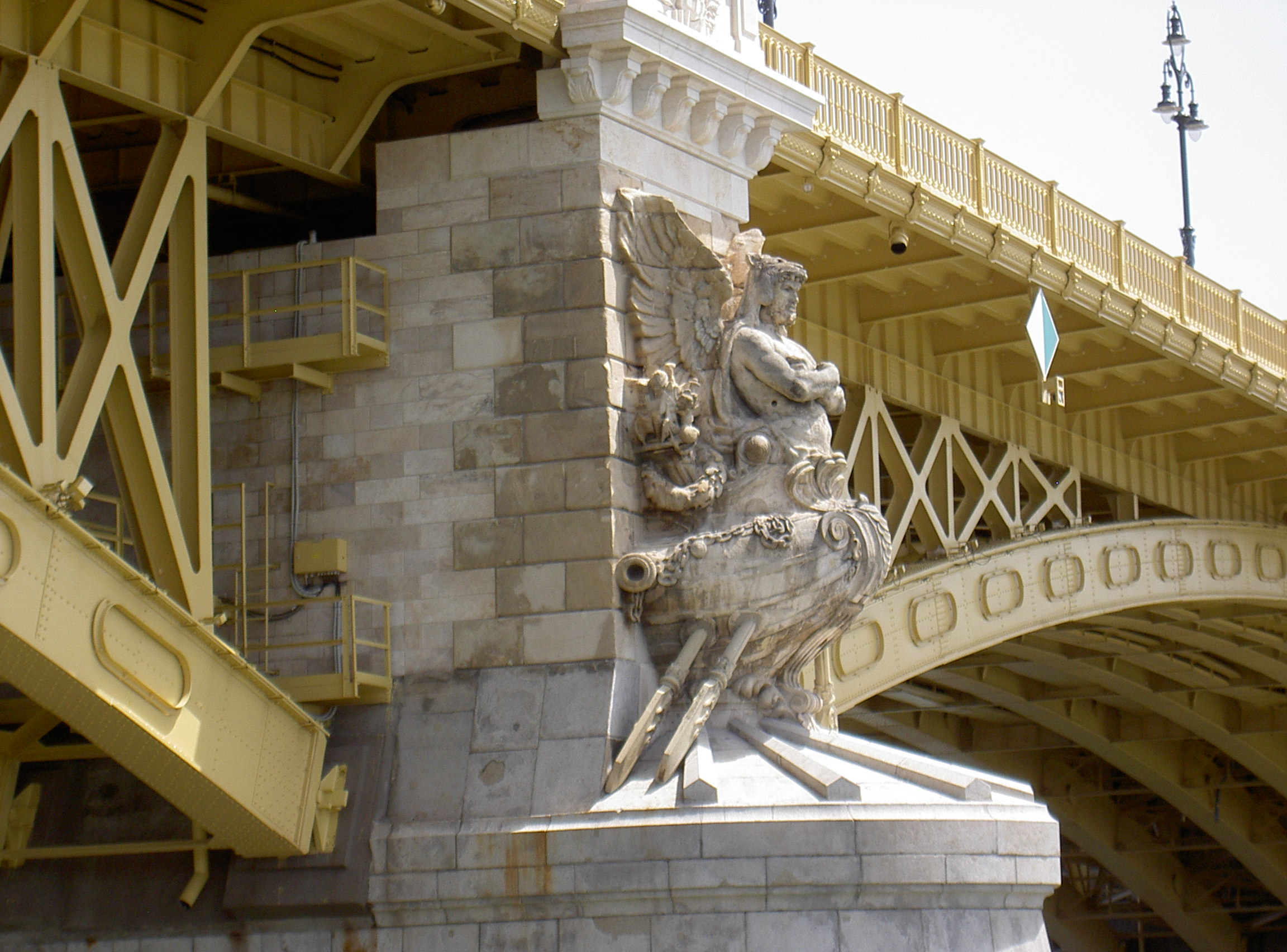
A második világháborúban egy bombatalálat megsemmisítette a Buda felőli második mederpillér déli részét díszítő Héraklész szobrot, amelyet 2014-ben pótoltak. A szobor egyike a négy darab Héraklészt (Herkulest) ábrázoló alkotásnak, amelyek a híd mederpilléreit díszítik

A Margit híd épségben maradt részeit, a szárnyhidat kivéve – melyet nem sikerült felrobbantani – 1945. január 18-án rombolták le visszavonuló német csapatok. Csupán a híd pillérei maradtak meg.
A hadi események befejeződését követően fajármokra szerelt ideiglenes kábelhíd épült a pillér romjaira, amely gázvezetéket és egyéb közművezetékeket hordozott. A kábelhidat Palotás László tervezte, ő irányította a munkálatokat is. Amikor megszületett a döntés a Margit híd újjáépítésére és a munka is kezdetét vehette, elbontották a kábelhidat, a gázcsöveket pedig az Újpesti vasúti híd épen maradt pilléreire épült fajármos kábelhídra szerelték át.
1945-ben a szovjet hadsereg cölöpös fahíddal oldotta meg a Margitszigettel való kapcsolatot a Sziget utca és a Lukács fürdő között. 1946-ban jégzajlás következtében ez a cölöphíd megsemmisült. Helyére ideiglenes pontonhidat építettek, melyet 1946. május 12-én fejeztek be és a „Manci” nevet kapta. A négy méter széles híd főként gyalogosok részére épült. Egészen a Margit híd újjáépüléséig, 1948 nyaráig hordozta a forgalmat.
Tervezője Mistéth Endre, a kivitelezők Nagy István és Malomsoky József vállalkozók voltak.
A második világháborút követően alapos vizsgálat és megfontolás előzte meg a Margit híd újjáépítését. Mérlegelni kellett a lehető leggyorsabb felépítés, a rendelkezésre álló építési anyagok minőségének, mennyiségének, illetve az építendő híd tartósságának szempontjait. Minden anyag rendelkezésre állt egy betonboltozatú híd építéséhez, így merevbetétes vasbetonhíd építését irányozták elő, s arra is tekintettel voltak, hogy Menyhárd István tervével tetemes mennyiségű vasanyagot takarítottak volna meg. El is kezdték gyártani a csőelemes vasvázat. Az előkészületek és a pillérek vizsgálatai ezalatt folyamatosan zajlottak, ezek eredményképpen kiderült, hogy elsősorban a pesti Duna-ág mederpilléreinek sérüléseit a híd roncsainak kiemelését követően lehet csak kijavítani. Emiatt a munkálatok késtek, viszont az anyagbeszerzés lehetőségei jelentősen javultak, így a betonhíd építésének gondolatát el lehetett vetni.

### Az újjáépítés
Az eredeti Margit híd vasszerkezetétől lényegesen eltért az újonnan gyártott acélszerkezet, ám a felületes szemlélő ezt nem vette észre, mivel az íves kialakítású hat nyílás, a hatnyomú útpálya, középen a villamos, és kétoldalt a járdák megmaradtak. A pálya szélességét növelték, a főtartókra nem szereltek andráskereszt alakú sűrű rácsozást, a korábbi nyolc helyett már csupán hat főtartó hordozta a hídpálya főelemét, a vasbeton lemezt. Az ívtartók nyílmagasságát növelték, ez a híd teherbírását, és egyben annak állékonyságát is javította. Ezáltal a hídszerkezet teherbírása jócskán megnőtt, mégis könnyedebb lett, azaz rendeltetésének és az esztétikai elvárásoknak is sokkal jobban megfelelt.
A főhíd pályaszintjének említett felemelésével a margitszigeti szárnyhídon új, szélesebb vasbeton pályalemez készült. Ekkor bontották el a két megmaradt szigeti vámszedőházat is.
Anyagtakarékossági okokból kifolyólag a meder beállványozása nem jöhetett szóba, így a híd acélszerkezetét a parton szerelték össze, és 50 tonnás darabokban emelték helyükre az elemeket, úszódaru segítségével. A munkálatokat a MÁVAG dolgozói végezték, a főépítésvezető Zimányi István, az építésvezetők Bors Ernő és Bujdosó Géza voltak, a munkát Újvári Pál mérnök irányította.
Az 1947–1948 közötti újjáépítés során nem állították helyre a budai és pesti hídfőnél álló két-két vámházat, illetve a szigeti lejáró vámházait. Hiányoztak továbbá a konzolos mellvédek a parti pillérekről, az eredeti korlát a hídtestről, az öntöttvas díszoszlopok, illetve két, kandeláberes kőobeliszk a középpillérről. A rekonstrukció nem terjedt ki az eredeti lámpaoszlopok és a villamosfelsővezeték-tartók helyreállítására, ahogyan az egyik Buda felé eső pilléren a Héraklész-szobor, a hídlábakon az egykori társországok (Dalmácia, Szlavónia, Horvátország és Erdély) címerei, a középső pilléren pedig az építés emléktábláját övező díszkeret és a koronás középcímer pótlására sem került sor. Eme faragványok darabjai a vízbe hullottak, belőlük néhányat alacsonyabb vízállásnál látni is lehet a középpillér környékén. A kőkoronát 1946-ban döntötték le, majd 2003-ban került elő a Duna medréből; a kiemelését követően a Közlekedési Múzeum Tatai úti telepére szállították, végül a 2016-ban lebontott múzeum mögötti hídkertben állították ki.
A hidat a forgalomnak két részletben adták át: a déli oldalt még 1947 őszén, a teljesen elkészült hidat pedig 1948. augusztus 1-jén, ekkorra végeztek a szigeti szárnyhídon szükségessé vált kisebb javításokkal. Az újjáépített átkelő színe kékről szürkére változott.
A Margit híd újjáépítését Széchy Károly felügyelte, munkáit Sávos Károly, Ullrich Zoltán és Palotás László mérnökök irányították.

### A XX. század második felében

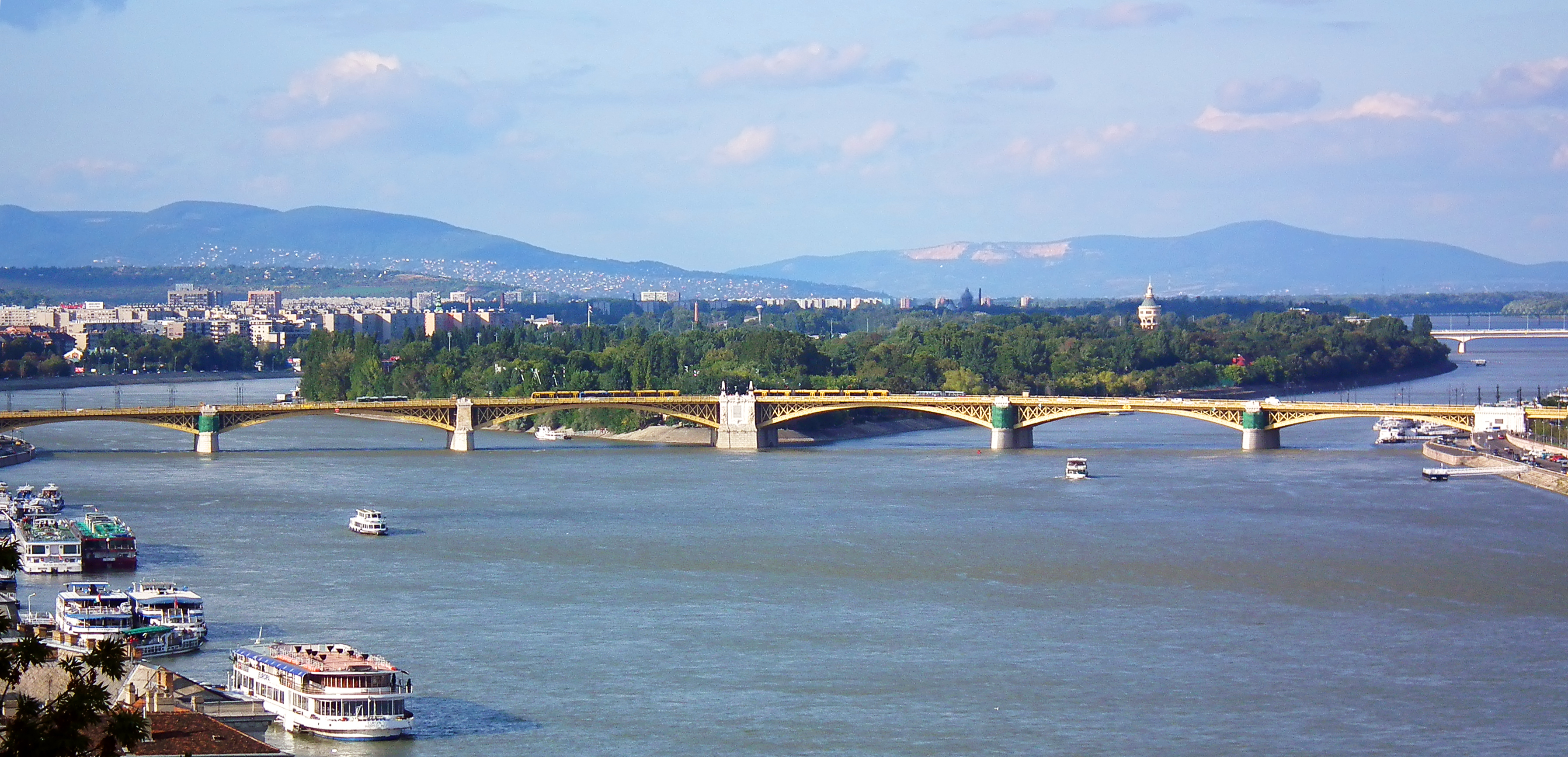
A budapesti Margit híd

1970-1972 között alakították ki a budai hídfő csarnokát, mikor is a HÉV vonalát a Batthyány térig vezették be.
A Margit hídon, főként a hídpályán, nagyobb volumenű felújítás történt 1978-ban a Hídépítő Vállalat kivitelezésében. Hazánkban elsőként hőálló szigetelést helyeztek a közúti pálya alatt a vasbeton lemezre, majd erre többrétegű aszfaltburkolat készült. Az átépítést két ütemben, hat hónap alatt végezték el, amelynek során biztosították egy-egy közúti sáv forgalmát. A villamos pályán a korábbi Phönix sín helyébe 7 cm magas sínvályús tömbsín került. Vízzáró gumibetétes Maurer dilatációkat helyeztek el a hídon, acéllemez-betétes műgumi sarura cserélték ki a hossztartók régi acélsaruit. Átépítették a két parti nyílás nagyrészt több mint 100 éves vasszerkezetét előregyártott vasbeton áthidalással (EHGT). Felújították az acélszerkezet korrózióvédelmét, egyúttal új gyalogjárók is épültek a két parton álló villamos peronoknál. A felújítás tervezője az UVATERV (Csölle Endre, Kozma Károly) volt. Az átkelő ekkor kapta az addigi szürke helyett az azóta használatos sárga színét.

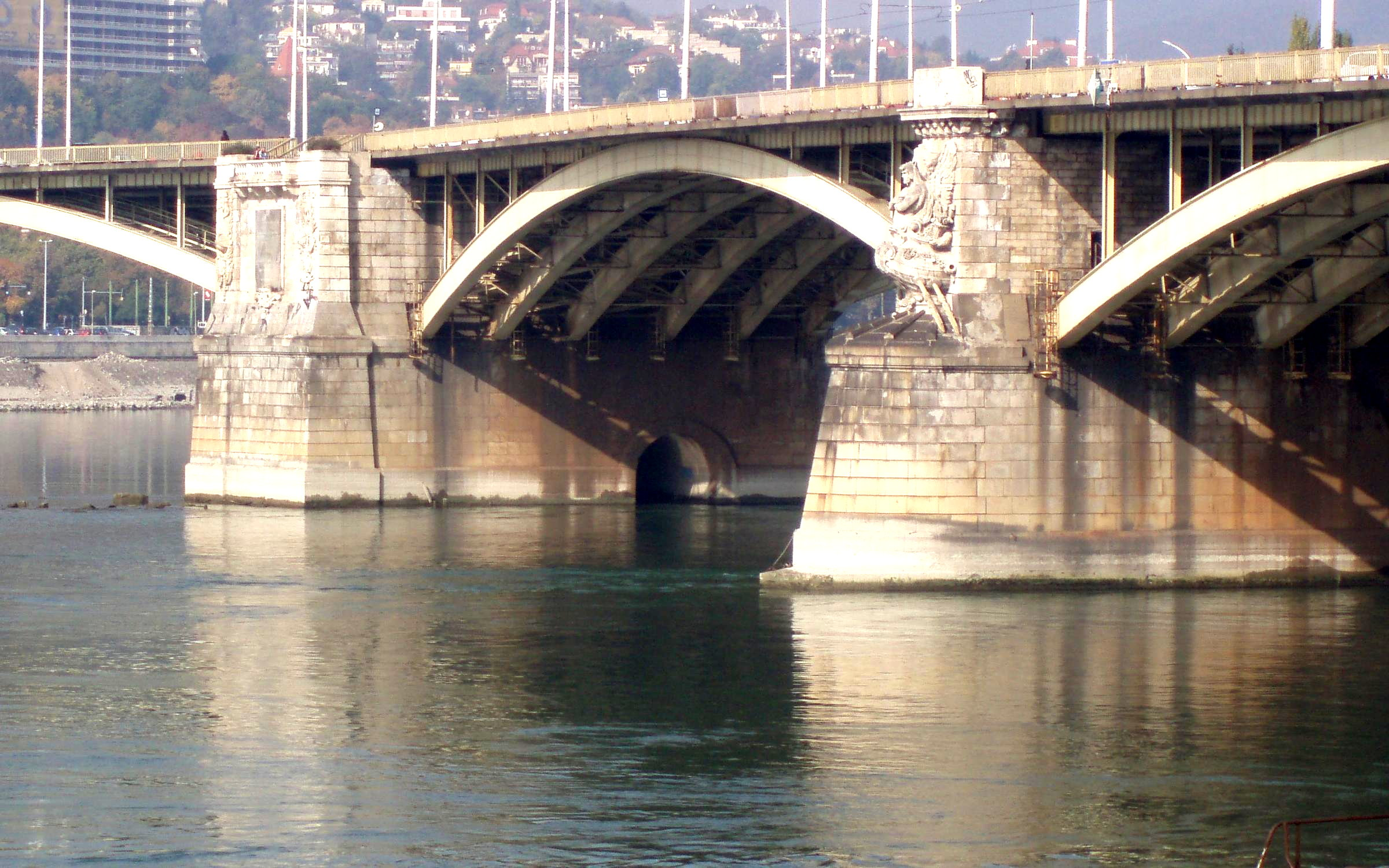
A középső pilléren található alagút
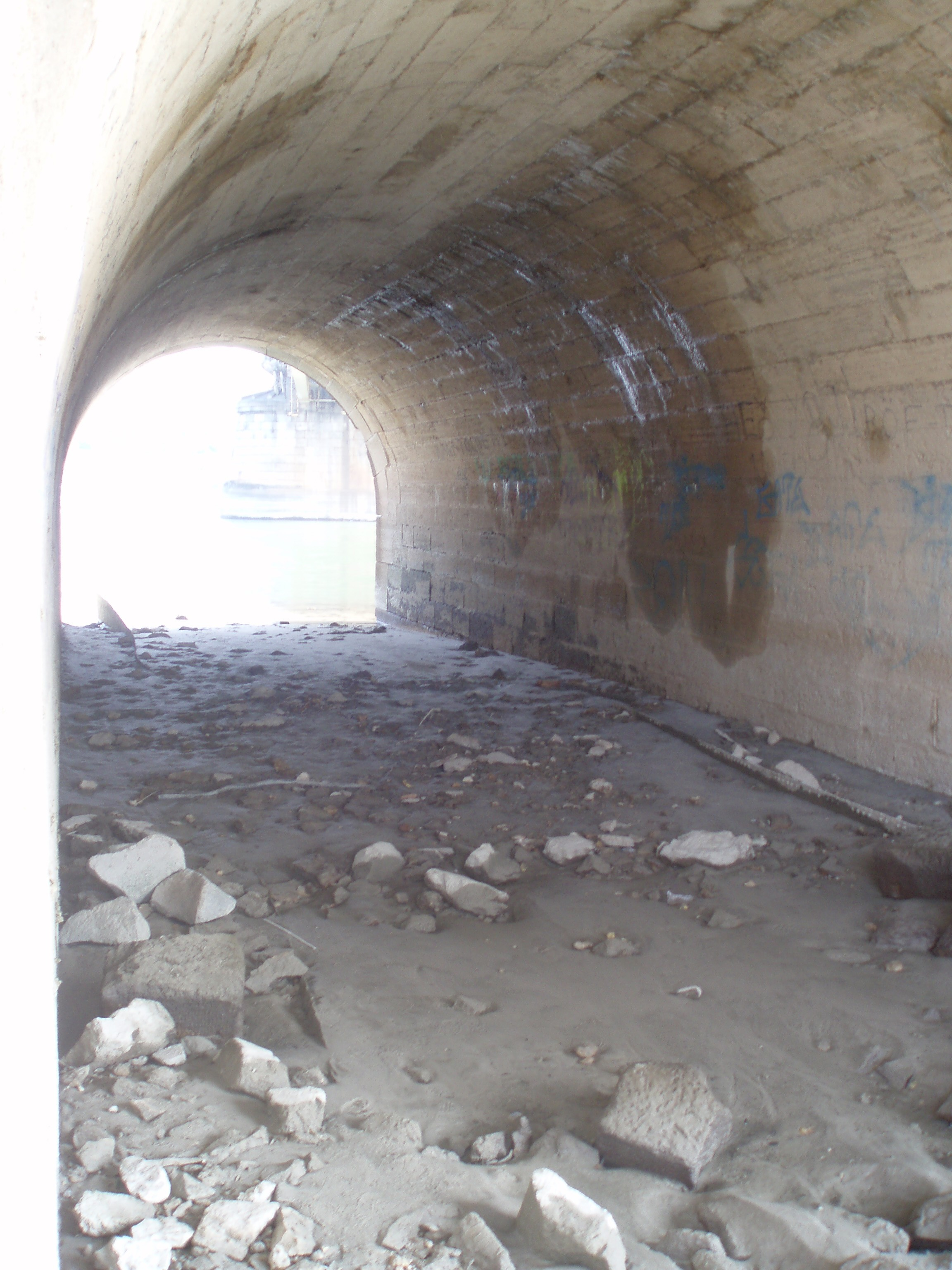
A pillér alagútja belülről
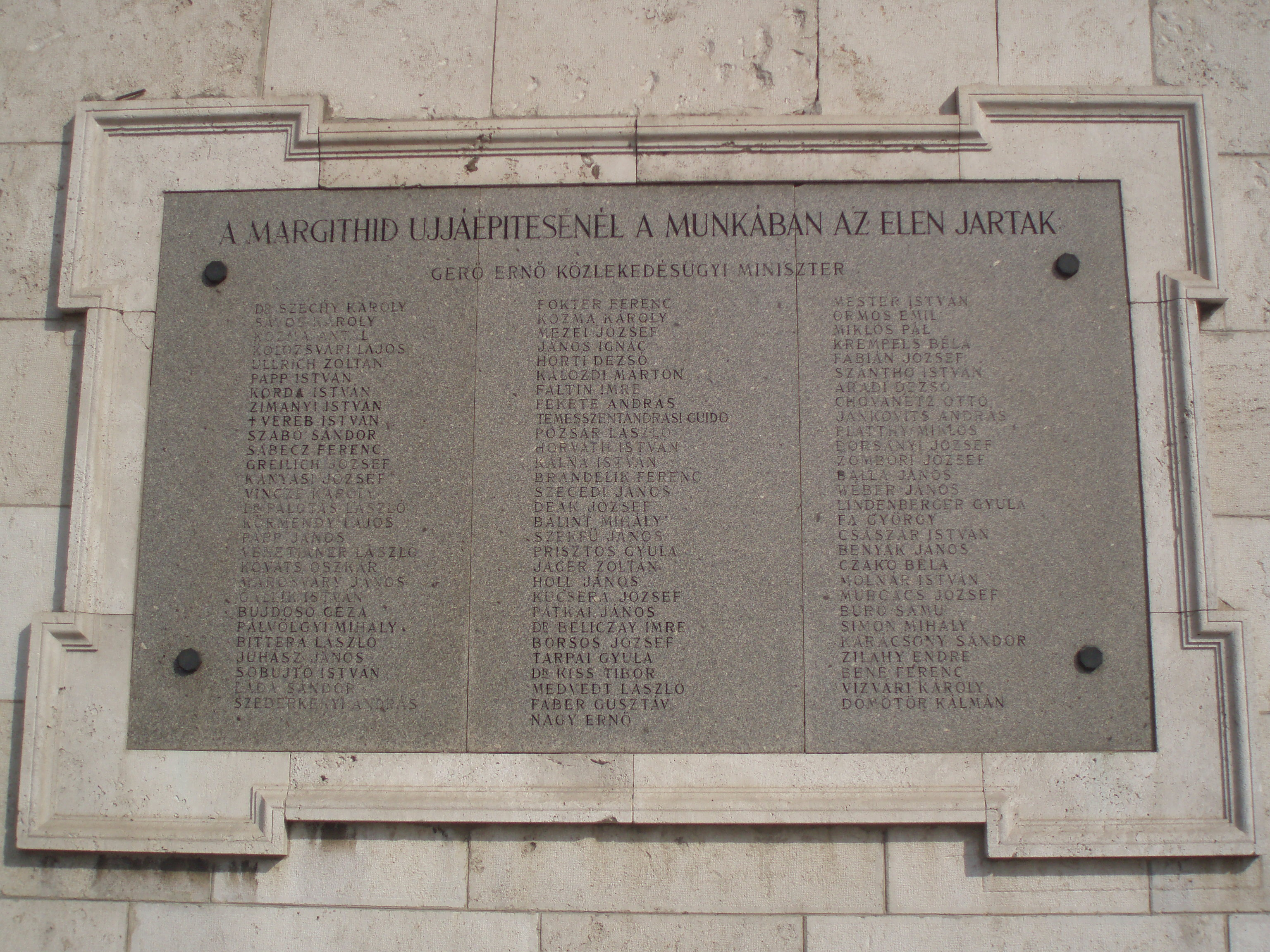
Az újjáépítésben közreműködők emléktáblája a pesti hídfőnél
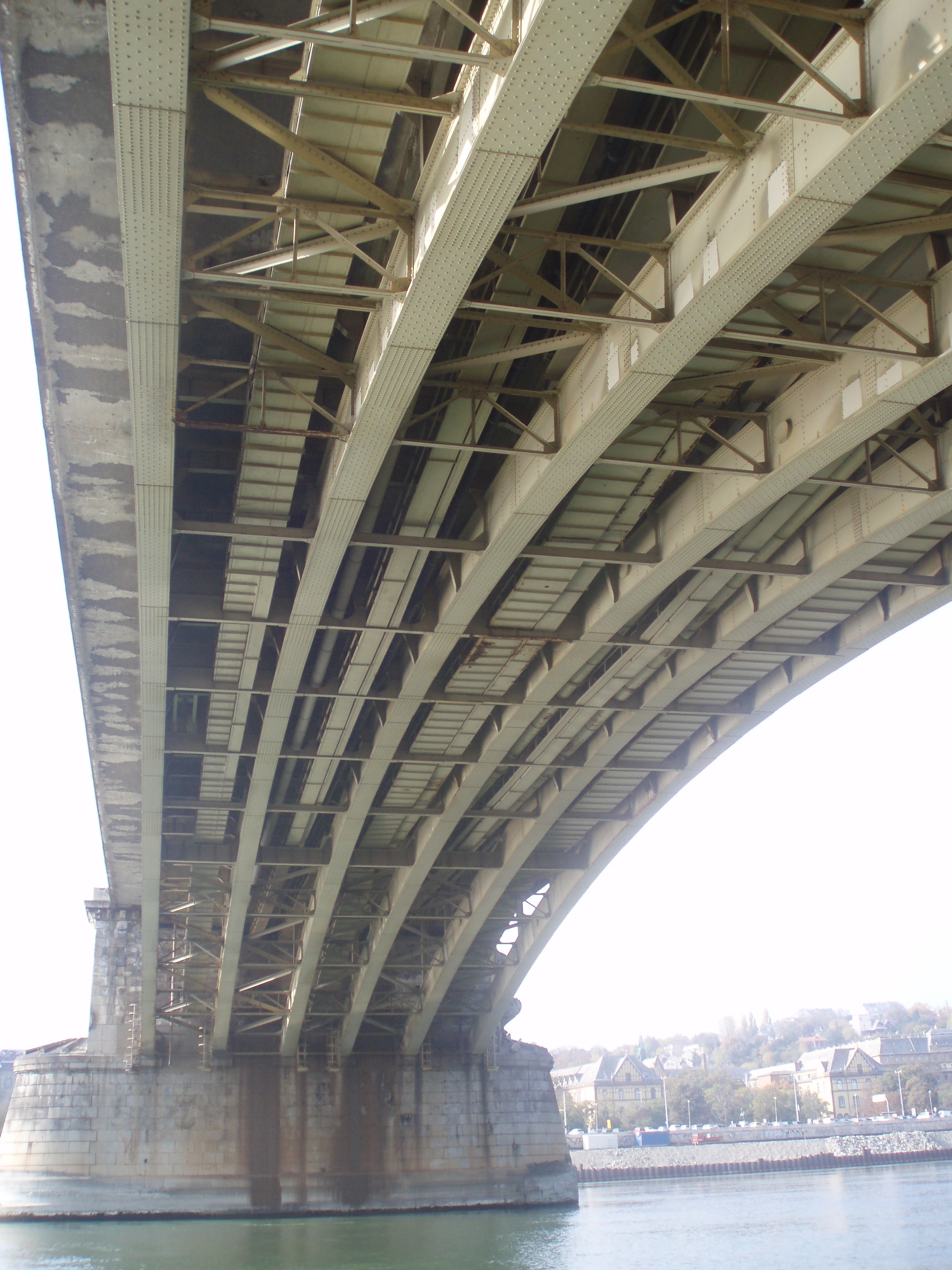
A híd szerkezete alulról 2008-ban

### A 2009–2011 közötti felújítás

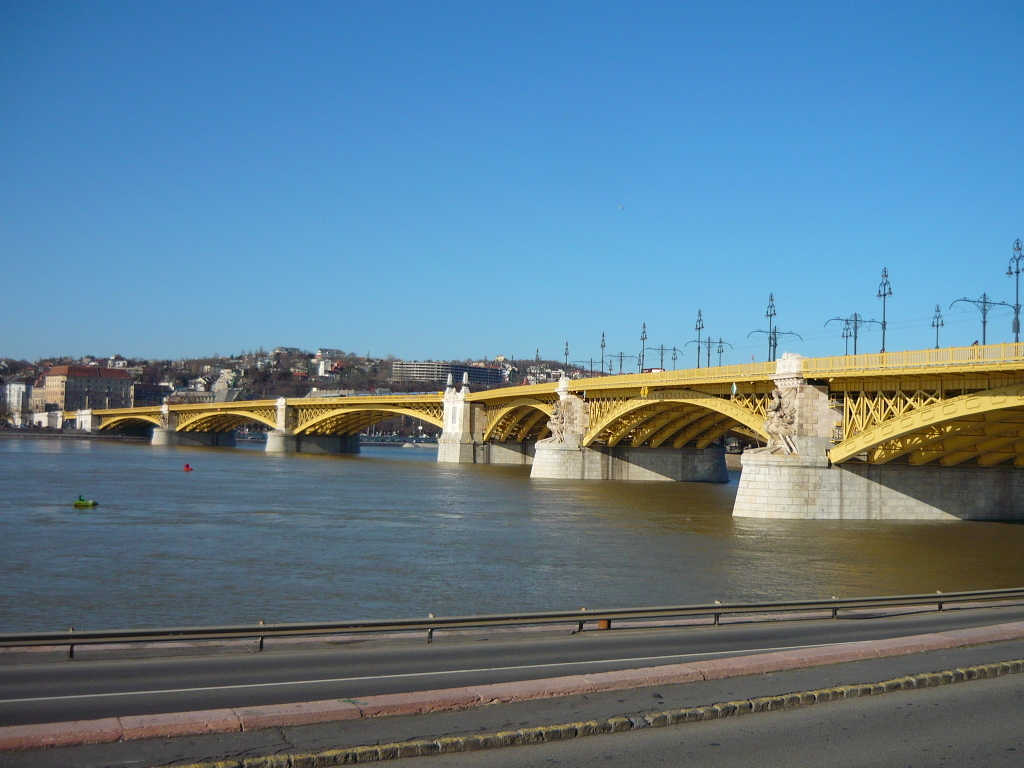
A felújított híd a pesti oldalról nézve

A híd állapota a 2000-es évekre nagyon leromlott, helyenként életveszélyessé vált, felújítása halaszthatatlan feladat lett, ám Budapest forgalma nehezen bírta volna el még egy fontos átkelőjének egyidejű kiesését (a másik átkelő a 2007-ben már felújítás alatt lévő Szabadság híd volt). Ezt megelőzően 1978-ban történt rekonstrukció a hídon. Azóta az állagmegóváson kívül komolyabb beavatkozásra nem került sor.

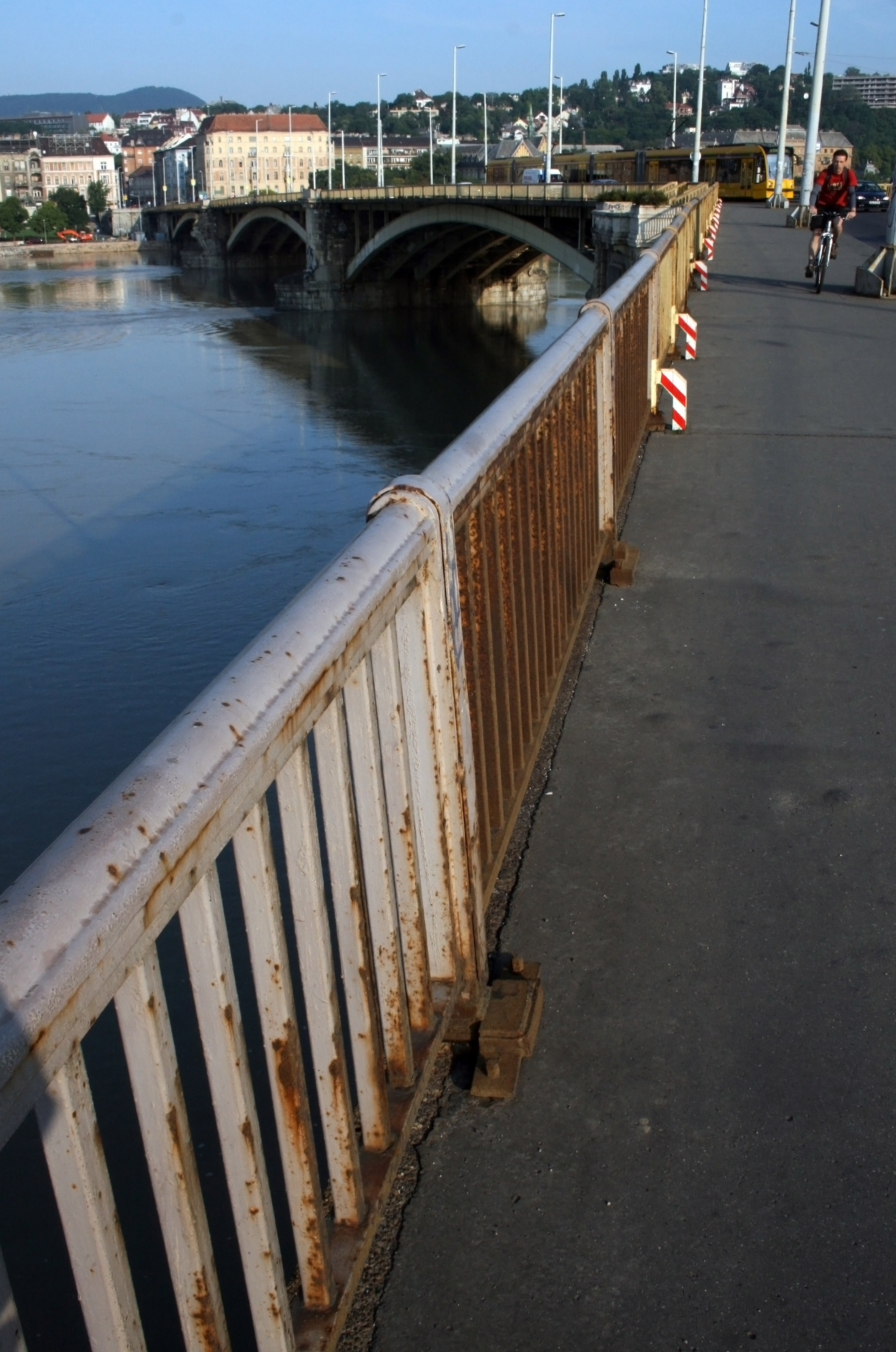
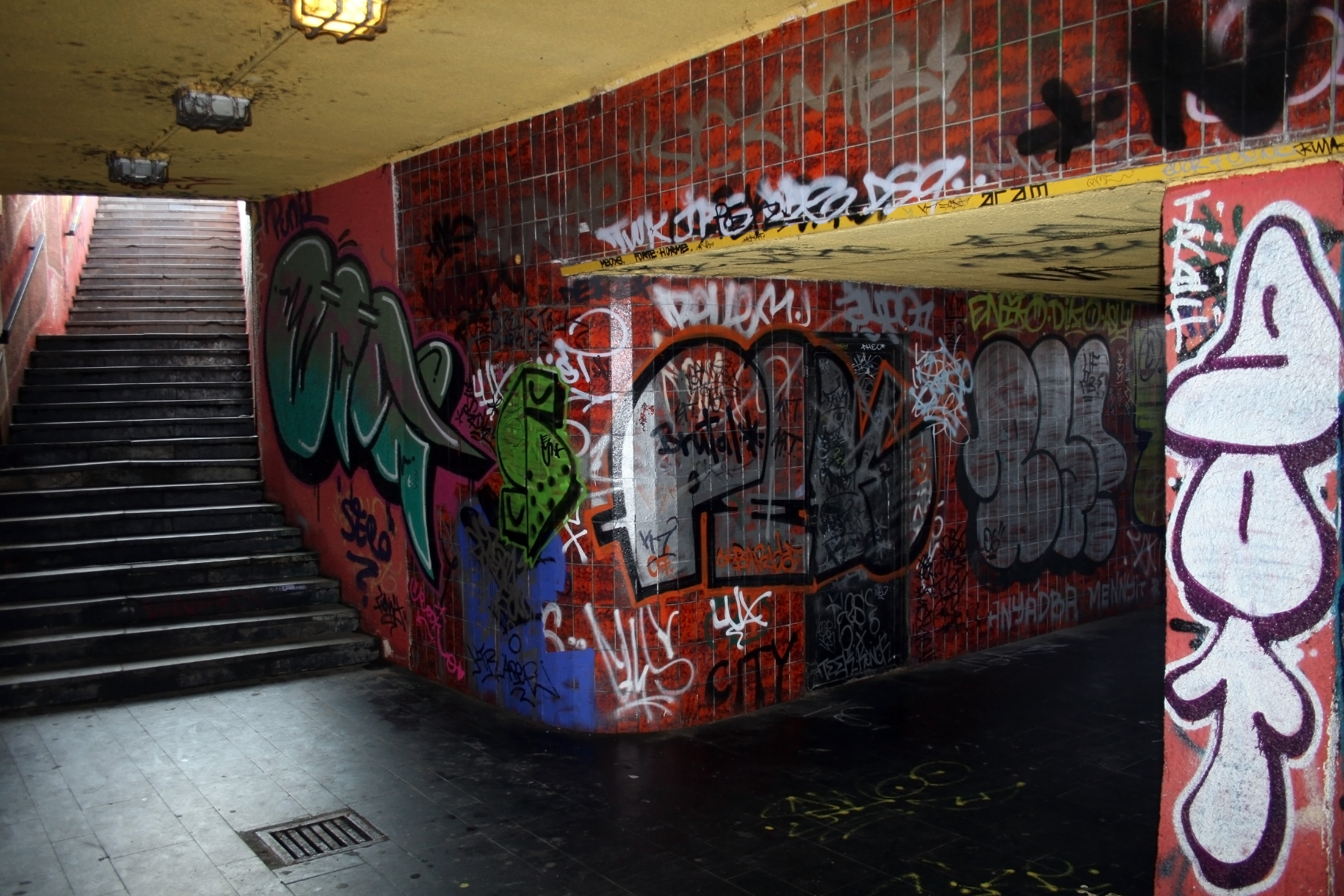
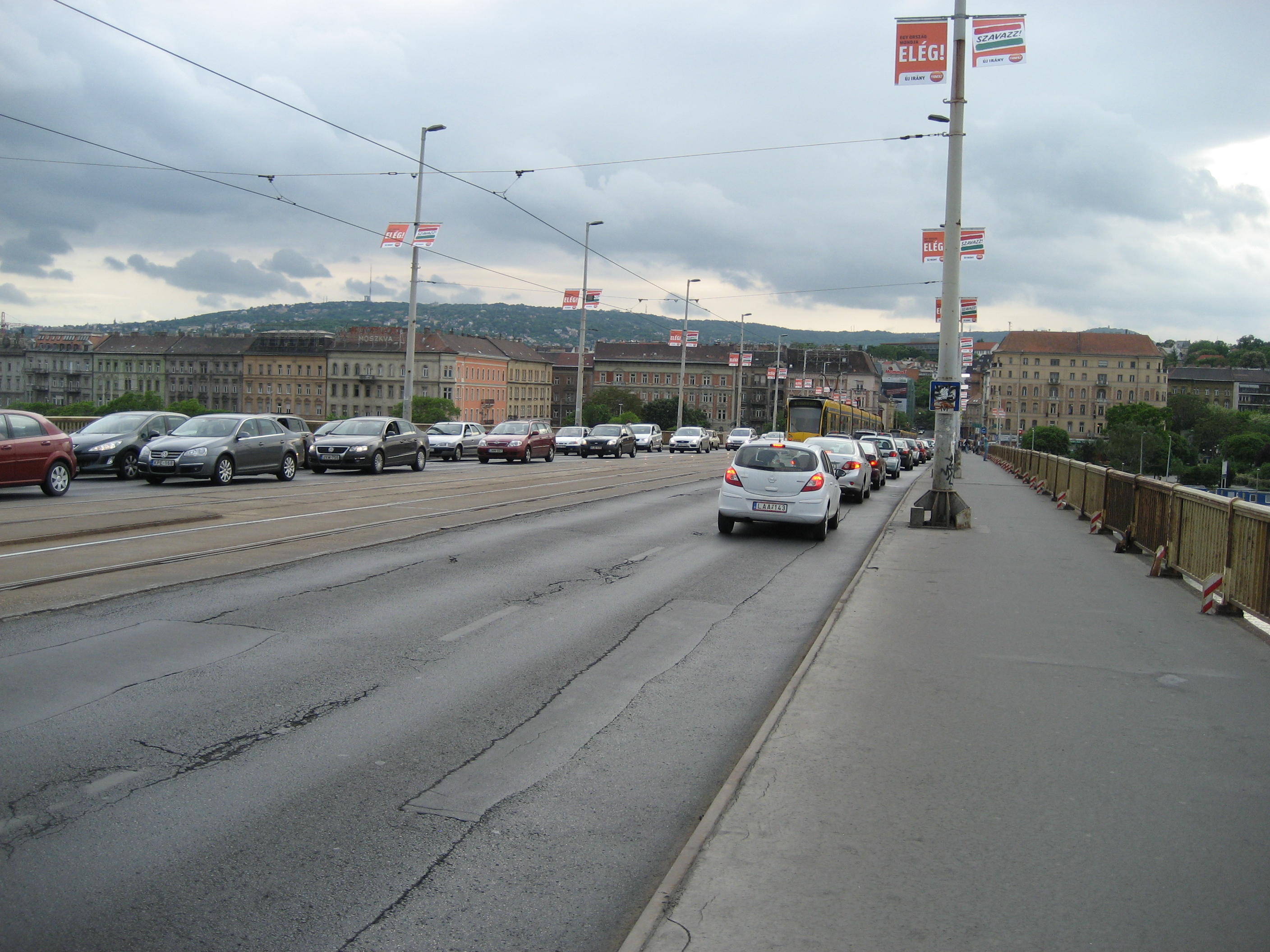
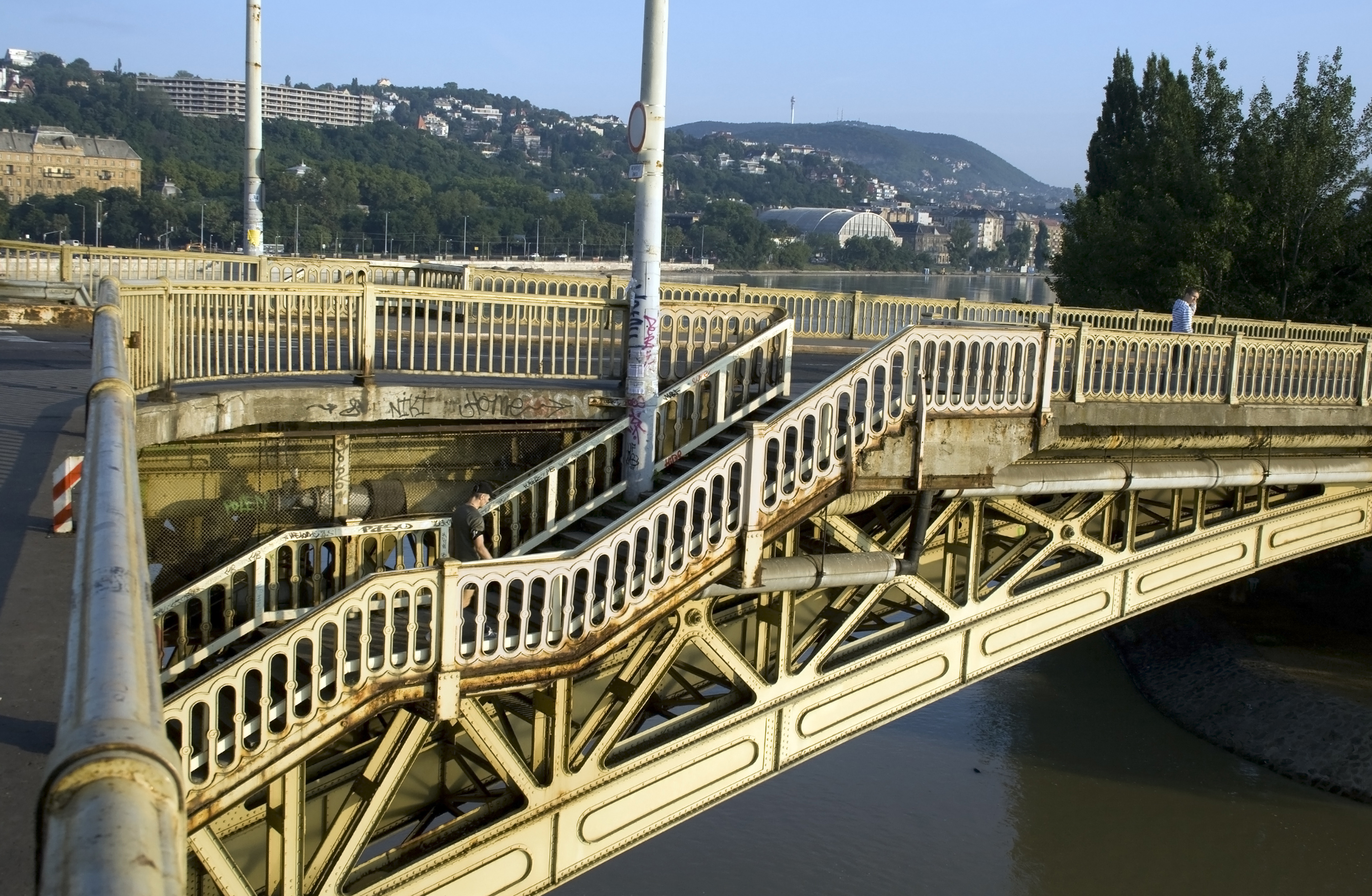

A felújítás – a Megyeri híd és a Szabadság híd befejezése után – 2009. augusztus 21-én vette kezdetét. Azon a napon egyben a gépjárműforgalom elől is lezárták a hidat, csak a BKV járművei, valamint megkülönböztető jelzést használó gépjárművek haladhattak át rajta. A munkálatok 2011 decemberében zárultak le. A beruházás több mint 20 milliárd forintba került. (A költségek felét Európai Uniós pénzekből finanszírozták.) Alternatívaként felmerült pontonhíd építése is, ám a hajózási és vízszabályozással kapcsolatos problémák miatt ezt a megoldást elvetették.
A felújítás alatt igyekeztek visszaállítani a második világháború előtti megjelenést, ennek érdekében az eredetihez nagyon hasonló kovácsoltvas felsővezeték-tartókat és lámpákat helyeztek el rajta. Az Erzsébet hídhoz hasonlóan vasbeton helyett strapabíróbb acél pályalemezt építettek rá, új korlátokat helyeztek ki, és díszkivilágítással látták el. A középső kanyar ívét levágták, szélesítették a híd közepén a forgalmi sávokat, valamint a járdát is kibővítették 2 méterrel, és kerékpárutat alakítottak ki rajta, beleértve a pesti és budai csatlakozásokat. Az aluljáró megszűnt a Margit-sziget felé, az átkelés színtbeli kereszteződésben, gyalogos-átkelőhelyen lehetséges.
A hídfelújítás során a híd régi pályalemezét hosszában kettévágták, és külön munkafázisokban cserélték az északi és a déli oldalát. Így lehetőség volt a forgalom korlátozott fenntartására. A beruházás alatt a villamosok ideiglenes vágányokon közlekedtek, melyek közúti forgalomra is alkalmasak voltak. A hídon a tömegközlekedés járművei és a megkülönböztető jelzést használó járművek hajthattak át.
A hídfelújítás I. üteme során elbontották a híd északi oldalát, emiatt a villamosok ideiglenes pályán közlekedtek a híd déli oldalán, maximálisan engedélyezett 10 km/h-s tempóval. A gyalogosforgalom számára kizárólag a déli oldalon fekvő járda volt használható, a Margitszigetre a híd aluljáróján keresztül lehetett kijutni, a szigeti szárnyhídnál lévő villamosmegállót üzemen kívül helyezték.

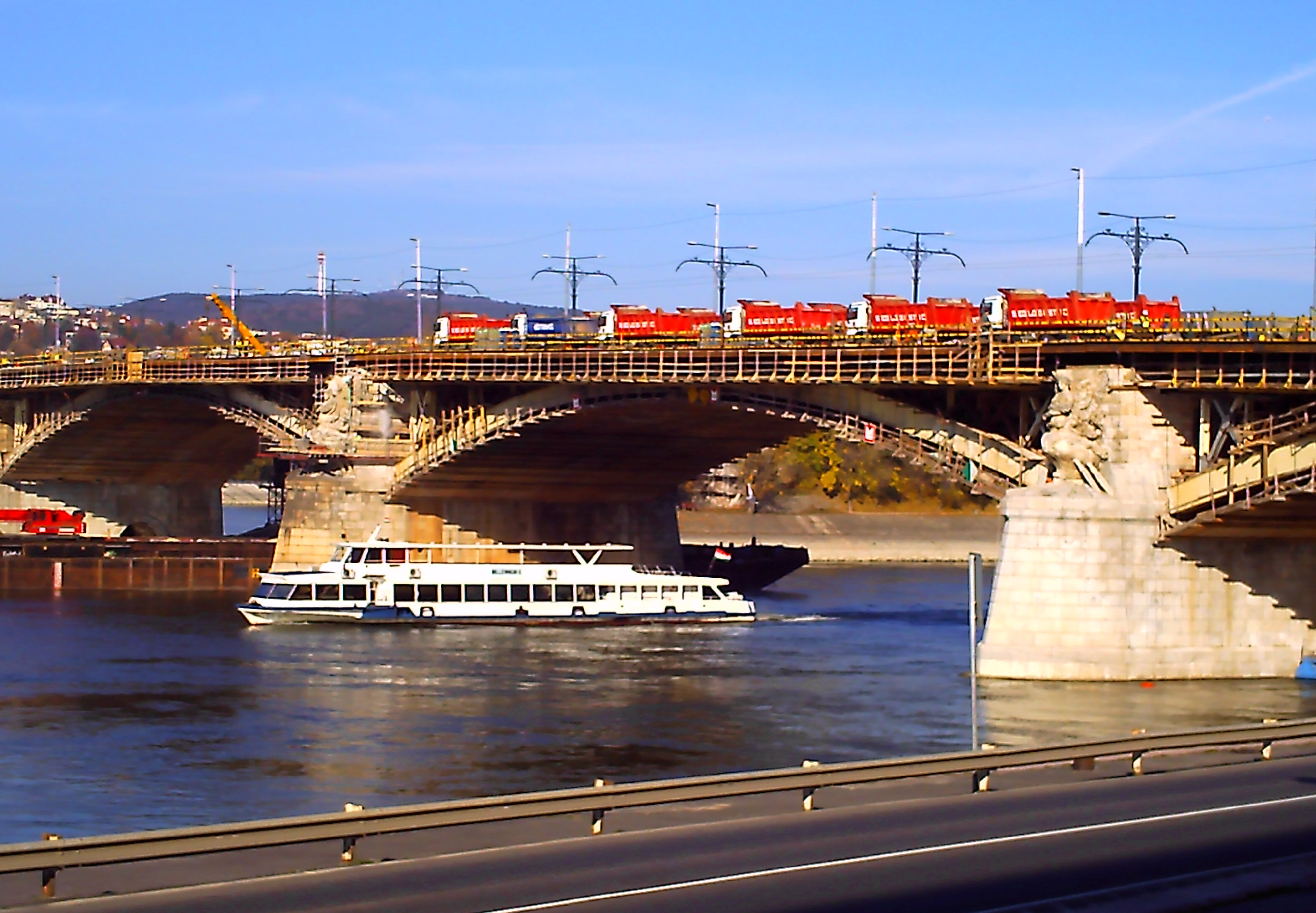
A híd felújítás utáni próbaterhelése a pesti oldalon, 2010. november 5-én

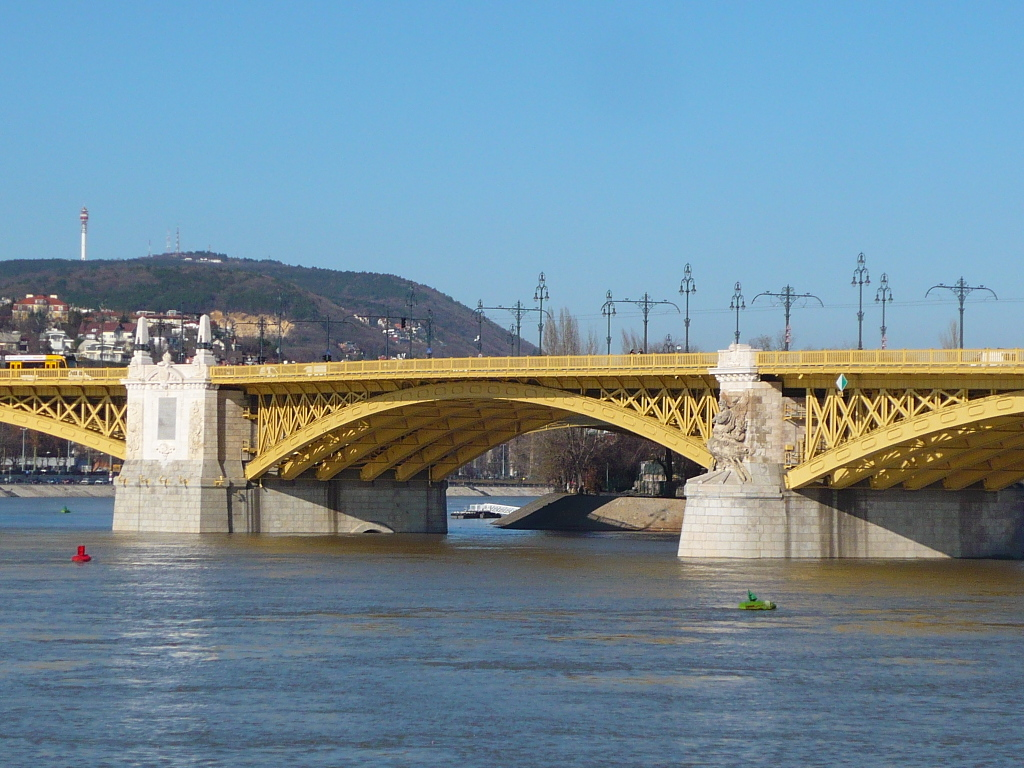
A középső rész a felújítás után

Az északi oldalon folytatott munkálatok befejeztével a déli oldal bontása vette kezdetét. A villamos- és gyalogosforgalmat ekkor az északi oldalra terelték. A déli oldal elkészültével a híd közepén megépítették a végleges villamospályát, a vágányépítés ideje alatt autóbuszok pótolták a villamosokat. A hidat megemelték és magasabbra helyezték a pesti rakpart fölött, így ma már a nagyobb járművek sem szorulnak be a híd alá. A Margit híd szélesebb is lett, önálló, kétirányú kerékpárutat építettek ki a margitszigeti oldalon. A híd közepén akadálymentes, zebrás átkelőt alakítottak ki, az aluljárót megszüntették, a kerekesszékkel vagy babakocsival közlekedők így könnyen meg tudják közelíteni a Margitszigetet. A felújítás során a margitszigeti villamosmegálló peronjait kiszélesítették és korláttal látták el, egyúttal a pesti és a budai lehajtó sávokat is meghosszabbították, valamint a parti pilléreket is kiszélesítették.
A rekonstrukció során a műemlékeket is felújították. Ez a következő munkálatokat foglalta magába: a vámházak pinceszintjét megépítették és a járdán kőkorláttal jelölik a helyüket, így később újból felépíthetőek lesznek. Mészkőtömbből készítettek mellvédkorlátot a parti pillérek mellvédjeire, a párkányt konzolsorral alakították ki, egyúttal a hídfő átjárói is visszakapták egykori íves nyílásaikat. A hídra visszakerült az eredeti formájú korlát, melyhez a mintát a szigeti szárnyhídról vették alapul, mivel az nem pusztult el a világháborúban. A hídszerkezetbe a régihez hasonló, X alakú kereszttartókat építettek be, a koncepció szerint így látható, hogy miért gondolták úgy hajdan, hogy a híd hasonlít a fekvő Eiffel-toronyra.
Az egykoron minden hídpilléren megtalálható öntöttvas díszoszlopokat, melyeknek előképe Párizsban a Concorde téren látható, utóbbiak motívumai, valamint korabeli fényképek alapján Wild László tervezte újra. A csúcsaikra felkerült a magyar korona, oldalaikon pedig szárnyas kimérák tartják a díszes lámpatesteket a csőrükkel. Az öntöttvas díszoszlopokat csak a parti pillérekre helyezték el. Az eredeti fényképek alapján rekonstruált kandelábereket viszont mindenhová felszerelték, a villamospálya két vágánypárja között pedig régies stílusú T alakú villamosvezeték-tartókat helyeztek.
Helyreállították a középpillér teljes homlokfal-díszítményét a címerrel és a koronával együtt, a mellvédekre is visszakerült a korábbi két kőobeliszk. Több pillér szobrait is restaurálták, ezeknek a folyamatát is Wild László irányította. Az északi oldalon a szobrokat felülről az útpálya takarja, ugyanis pillérszélesítés nélkül szélesítették ki a hidat 5 méterrel a kerékpárút miatt.
A fővárosi közgyűlés 2010 júniusában egyhangúlag elutasította a Margit híd felújítását végző konzorcium 740 millió forintos többletköltség-igényét, nem járult hozzá a határidő kitolásához, valamint úgy döntött: kéri a kivitelező által bejelentett csúszás miatti kötbért.
2011. július közepén kerékpáros nyom került felfestésre az úttestre, az északi járdán vezetett kerékpárút alternatívájaként. – ez a megoldás a biciklistáknak is bevált. A biciklisták budai hídfő alatt átvezető alagútját 2011. augusztus 9-én átmenetileg megnyitották, majd egy hibáról értesülve újból lezárták. Az átjáró végül 2011. szeptember 12-én nyílt meg.
A fővárosi közgyűlés 2011 szeptemberében 2012. június 15-ére módosította a híd teljes elkészültének határidejét. Októberben átadták a híd Margitszigetre vezető szárnyhídját, novemberben a Pesti hídfőjénél a rakparti lehajtót. 2011. december 20-án Tarlós István átadta a hídat és felkapcsolta az új díszvilágítást.

### 2012-től
2012 januárjában a Közbeszerzési Döntőbizottság megsemmisítette a pillérszobrok restaurálására kiírt pályázat végeredményét. A híd felújítása nyerte 2012-ben az Európai Acélszerkezeti Szövetség nívódíját. Decemberben Budapest értékesítette a Margit és a Szabadság híd átépítése során keletkezett fémhulladékot. Az 1585 tonnányi anyagért 102 millió forintot kaptak.
2013 júliusában megkezdték a hét meglévő pillérszobor helyreállítását, illetve az egyik hiányzó szobor pótlását. 2014 júliusában, a Buda felőli második mederpillér déli oldalán pótolták a második világháború óta hiányzó Herkules-szobrot. A négy-négy Herkulest és Nikét ábrázoló szobor eredeti pompájukban újultak meg.
A 2019-es budapesti hajókatasztrófa a Margit híd alatt történt.

## A híd a művészetekben

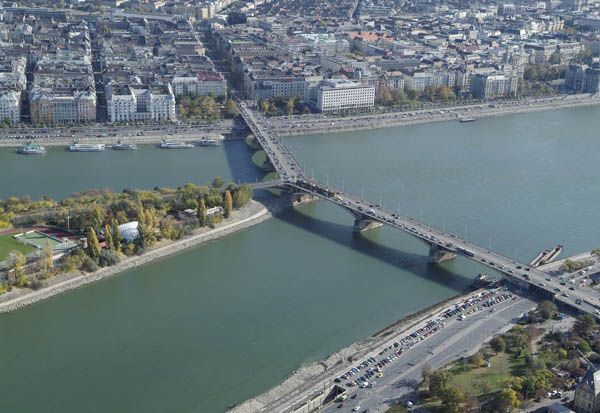
Légi fotó a hídról

Az új híd sokakat megihletett, a megnyitás utáni évben Arany János megírta Hídavatás című balladáját, melyet két évtizeddel később Zichy Mihály festőnk illusztrált.
Előtte a folyam, az új híd,
Még rajta zászlók lengenek:
Ma szentelé fel a komoly hit
S vidám zenével körmenet
Nyeré „Szűz-Szent-Margit” nevet.
(Arany János: Híd-avatás, 1877)

## Jellemzők

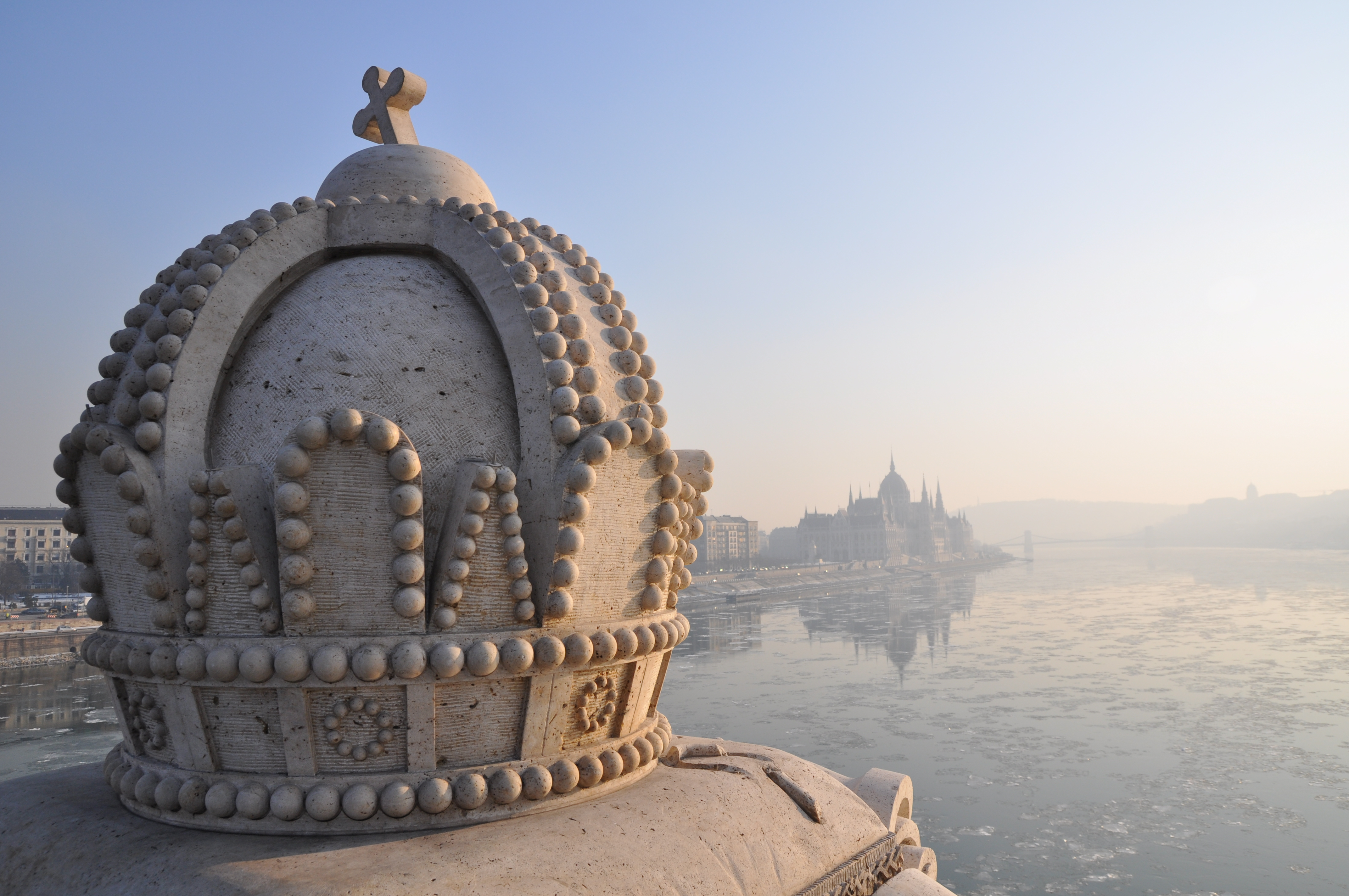
Budapesti panoráma a hídról

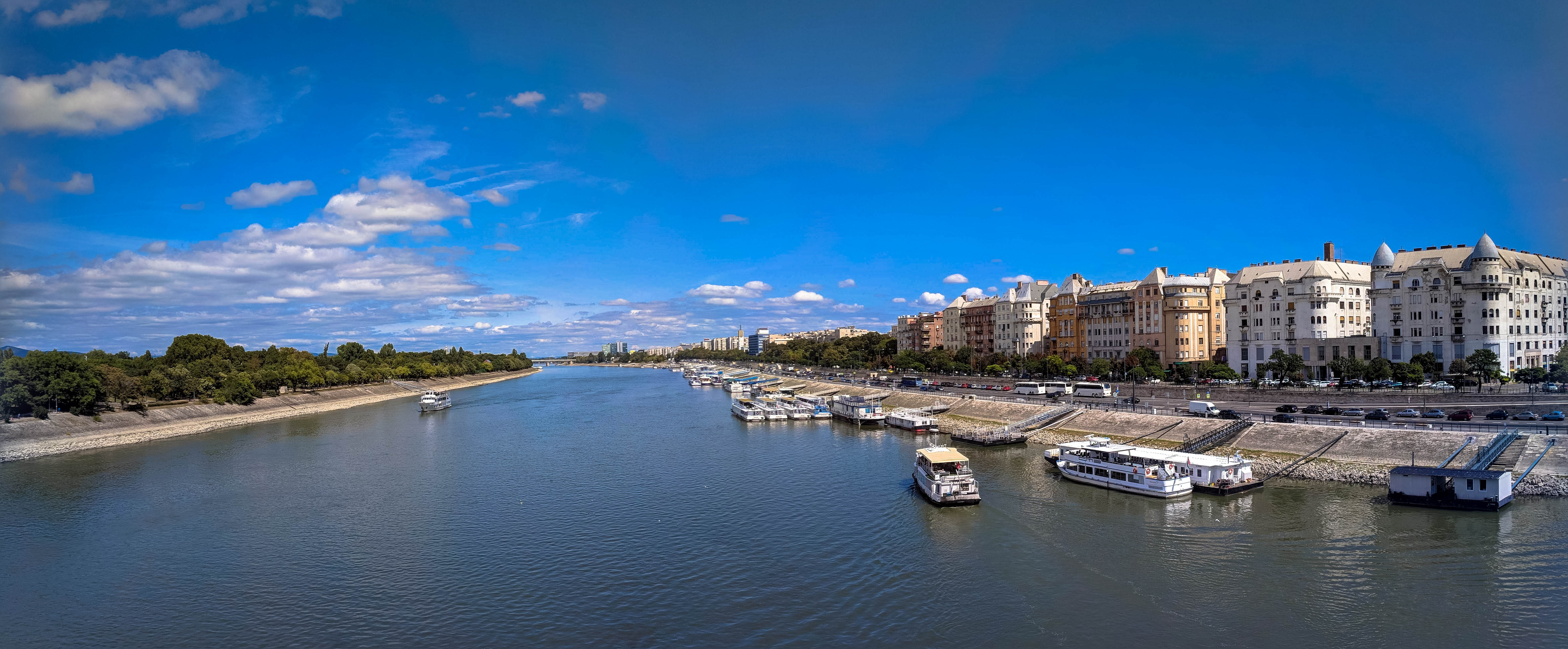
A Duna pesti oldali ágán észak felé tekintve balra a Margit-szigetet, jobbra Újlipótvárost látjuk

A Margit híd hatnyílású, felsőpályás, kétcsuklós ívhíd, középen egynyílású szárnyhíddal. Folytatása a Nagykörút északi ágának, mely kapcsolatot biztosít Buda északi részéhez. A két egyforma méretű Duna-ágat a Margitsziget déli végénél hidalja át. Közepén 30 fokkal megtörik a tengelye, középpillére szélesebb a többinél, mely a haránt-irányú szárnyhíd csatlakozásának ad helyet.
A híd villamospályáján engedélyezett sebesség: nappal 30, éjszaka 20 km/h.
| Nyílásméretek                   | Budai mederág                   | 73,0 + 83,0 + 86,0 m |
| Nyílásméretek                   | Szárnyhíd                       | 70,0 m               |
| Nyílásméretek                   | Pesti mederág                   | 86,0 + 83,0 + 73,0 m |
| Nyílásméretek                   | Parti nyílások                  | 20,0 – 20,0 m        |
| Hídszélesség                    | Hídszélesség                    | 25,0 m               |
| Kocsipálya szélessége           | Kocsipálya szélessége           | 18,0 m               |
| Hídhossz                        | Hídhossz                        | 607,6 m              |
| A híd vasszerkeztének tömege    | A híd vasszerkeztének tömege    | 5183 t               |
| A szárnyhíd tömege              | A szárnyhíd tömege              | 526 t                |
| Forgalomba helyezés napja       | Forgalomba helyezés napja       | 1876. április 30.    |
| A mai szerkezet építésének évei | A mai szerkezet építésének évei | 1947–1948            |

A Közlekedési Múzeum lebontásáig a szabadtéri tárolóján volt megtekinthető a régi parti nyílás egyik tartója, egy másik íves tartóját a kiskőrösi közúti szakgyűjtemény őrzi. Korlátjának egy szakasza, illetve a fésűs dilatációs szerkezet egy darabját pedig a Petőfi híd budai hídfőjénél lévő parkban, a Goldmann György téren állították ki.